# Valenciennes Football Club
Pour les articles homonymes, voir VA.
Maillots
Actualités
Dernière mise à jour : 16 octobre 2024.
Le Valenciennes Football Club, abrégé en Valenciennes FC ou encore en VAFC est un club de football français fondé en 1913 et situé à Valenciennes.
Le sigle VA sur le logo du club fait référence à l'ancienne entente entre Valenciennes et la ville voisine d'Anzin au sein de l'Union sportive Valenciennes-Anzin.
Résident dès 1929 du Stade Nungesser, situé dans le quartier du même nom à l'Est de Valenciennes, le club s’est installé en 2011 dans une nouvelle enceinte de 25 172 places : le Stade du Hainaut, toujours situé dans le quartier Nungesser.
L'équipe possède depuis 2008 un nouveau centre d'entrainement, basé sur le site de l’université du Mont Houy à Famars, et un nouveau centre de formation, inauguré en 2009 en présence de Bernard Laporte, alors secrétaire d’État aux sports, et de Valérie Létard, secrétaire d’État à la solidarité. En 2014, à la suite des difficultés financières du club, le centre de formation est acheté par la Communauté d'agglomération de Valenciennes.
Le club est actuellement entraîné par Stéphane Moulin. L'équipe première évoluait en Ligue 2 depuis la saison 2014-2015 et ce jusqu'à la saison 2023-2024, à l'issue de laquelle elle est reléguée en National 1.

## Histoire

### Création du FC Valenciennois et premières années (1906-1929)
Le Football-Club de Valenciennes est créé le 1er novembre 1906 par des lycéens. Ces précurseurs à former la première composition d'équipe se nomment Brouillard, Décamp, François, Carlier, Azais, Colment, Peragallo, Lévy, Nivolon, Faleur et Taquet. Le jeune club limite son activité à quelques matchs contre les autres équipes de l'Escaut. Le FCV est ensuite mis en sommeil en raison de problèmes de trésorerie.

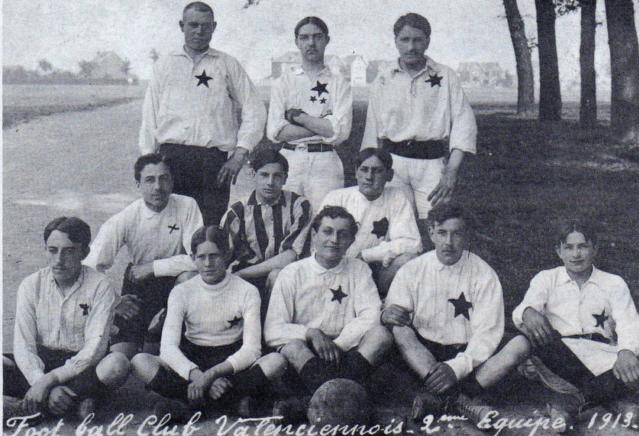
Le FC Valenciennois en 1913

Le club refait surface en 1913 sous le nom Football Club Valenciennois lorsqu'une nouvelle équipe de dirigeants décide de relancer le football dans la ville. Le club s'affilie à l'Union des Sociétés sportives françaises (USSF)[C'est-à-dire ?]. C'est cette année que le FCV connait sa toute première compétition officielle au sein du Championnat du Nord de l'USSF[C'est-à-dire ?] lors de la saison 1912-1913. Les joueurs évoluent avec un maillot blanc orné d'une étoile rouge. Ce petit championnat de promotion[C'est-à-dire ?] est remporté par les Valenciennois. Vient ensuite la Première Guerre mondiale qui met pratiquement fin à toute activité sportive dans la région. Après la guerre, Charles Destatte et Robert Leroy tiennent une assemblée générale le 5 octobre 1919 afin de réorganiser le club. Sans terrain propre, l'équipe évolue sur le champ de manœuvres du 127e régiment d'infanterie situé Plaine de Mons. Dès 1922, on commence à jouer au football sur la pâture Cheval, avenue de Reims. Le FCV joue exclusivement dans le championnat du district Escaut contre des clubs voisins comme Denain, Cambrai, Raismes et un autre club valenciennois : le Cercle Athlétique Valenciennois.[réf. nécessaire]
Lors de l'assemblée générale du 14 juin 1925, Albéric Colson devient le nouvel homme fort du football valenciennois en prenant la présidence. Ambitieux, il souhaite imiter les voisins de la métropole lilloise en emmenant le FCV au sommet de la hiérarchie régionale. Il obtiendra en juin 1926, de la part du conseil municipal, la concession d'un terrain avenue de Reims pour y construire le futur stade de la ville.

### L'US Valenciennes-Anzin et entrée dans le professionnalisme (1929-1939)

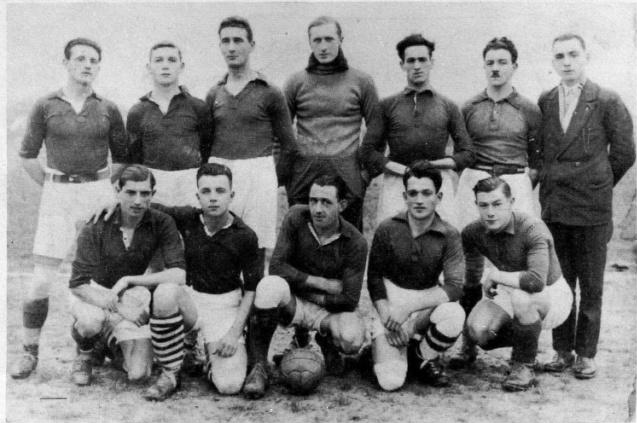
L'US Valenciennes-Anzin lors de la saison 1930-31

À partir de 1928, le club a un nouveau président en la personne de Fernand Le Mithouard. En juin 1929, le Football Club Valenciennois disparaît pour laisse place à l'Union sportive Valenciennes-Anzin. À une époque de difficultés économiques en raison de la reconstruction d'après-guerre, l'idée est de réunir le maximum de sociétés sportives pour faire de l'USVA un club omnisports de premier plan. Le 28 avril 1929, le Stade de l'Avenue de Reims devient le Stade Nungesser, l'inauguration a lieu devant 2500 personnes. L'effet est immédiat, VA remporte 16 de ses 18 matchs et quitte le district Escaut pour rejoindre la Division Honneur B de la ligue du Nord dès 1930.
Lors de la saison 1932-33, le football professionnel est créé en France avec le premier championnat national. Si vingt équipes font partie de cette compétition inaugurale, l'USVA n'en fait pas partie contrairement à trois autres clubs de la région : l'Olympique lillois (qui remportera le titre), le SC Fives et l'Excelsior Roubaix. L'année suivante, la deuxième division est créée et VA est invité à en faire partie. Si le club refuse dans un premier temps par peur de ne pas suivre financièrement, Le Mithouard va tout faire pour obtenir le soutien financier d'industries du Valenciennois et finalement l'USVA va adhérer au professionnalisme. L'équipe se renforce avec les arrivées de Waggi et Ignace qui deviendront par la suite internationaux français. Le 10 septembre 1933, Nungesser accueille son premier match professionnel et VA s'impose 4-0 face au Havre. Pour ce premier championnat de D2, l'USVA se classe 7e sur 14 de la Poule Nord.

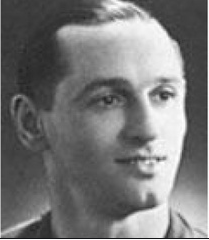
L'attaquant Ignace Kowalczyk rejoint l'USVA lors de sa professionnalisation

La saison suivante, l'entraîneur Charles Griffiths garde un onze quasi similaire homogène et performant. Lors du 3e tour de la Coupe de France, les Nordistes réussissent l'exploit d'éliminer Strasbourg, leader de D1. Constant durant toute l'année, VA obtient sa montée après sa victoire face à Rouen (4-1). Ces bonnes performances attirent de plus en plus de monde à Nungesser, ils sont plus de 7000 lors de ce dernier match. Il aura donc fallu seulement deux ans pour que Valenciennes accède à l'élite du football français.
La saison 1935-36 est donc la première dans l'élite pour Valenciennes. L’équipe accueille deux Anglais : Peter O'Dowd et George Gibson. L'USVA débute en Division 1 par un déplacement à Sochaux et c'est sur le score de douze buts à un que le club va s'incliner, ce résultat est encore aujourd'hui le plus gros revers qu'un club ait connu en première division. Valenciennes va vivre une saison difficile, et terminer 15e du championnat sur 16. L'équipe est reléguée en division inférieure à la différence de buts. Le comité présidé par Le Mithouard démissionne à la suite de cet échec.
À partir de 1936, le nouveau président du club, Étienne Turbot change la politique de recrutement du club. Il met fin aux contrats des vedettes étrangères, et recrute Guillaume Wagner et Ernest Libérati. Les résultats sont de nouveau là : 2e du championnat et nouvelle montée en Division 1. Mais Valenciennes redescend aussitôt en deuxième division, après une décevante dernière place. Juste avant le début de la Seconde Guerre mondiale, VA ne peut faire mieux qu'une 12e place de deuxième division. Une nouvelle génération de joueurs comme Bolek Tempowski ou René Bihel fait son apparition.

### L'après-guerre et la finale de la Coupe de France 1951 (1939-1953)
Pendant l’Occupation, le club participe au championnat de guerre en zone interdite puis en zone Nord. En 1944-1945, la D2 n'est pas reconstituée et l'USVA se retrouve dans le dernier championnat de guerre, il se classe à la 7e position. La saison suivante, la Ligue et la Fédération décident que les 15 équipes évoluant en D1 avant la Guerre devaient réintégrer cette division. Les trois dernières places sont soumises à un vote à l'issue duquel Valenciennes est désigné avec 7 voix. Pourtant, Lyon conteste ce résultat et un nouveau vote a lieu. Les deux clubs obtiennent alors le même nombre de votes mais Lyon est préféré à cause d'un déficit du club nordiste. VA doit donc retourner en deuxième division.
Les années d'après-guerre sont difficiles. L'USVA ne parvient pas à remonter en première division et stagne même en D2. La saison 1948-49 est particulièrement mauvaise. Le club se classe 17e sur 19, les dirigeants envisagent même de quitter le monde professionnel. À la dérive financièrement, le club peut compter sur le soutien de la mairie qui va lui venir en aide, racheter Nungesser, rembourser un prêt fait aux supporters et offrir trois millions de francs. Ce coup de pouce va redonner de l'élan à l'équipe qui se classe 6e la saison suivante.
La saison 1950-51 est l'une des plus belles de l'histoire de Valenciennes. La situation financière est toujours autant précaire et sur les terrains les choses ne se passent pas mieux. L'équipe est lanterne rouge à l'issue de la 8e journée, cela conduit à la démission des membres du bureau. André Dubois arrive à la présidence. Henri Pérus est nommé entraîneur. Passé par Douai, il était gérant d'un café lorsque le club a fait appel à lui. C'est en Coupe de France que le club va faire parler de lui. Mené par Simon Blaczyk et Antoine Pazur, VA élimine dans un premier temps Piennes, Calais et le CA Paris pour atteindre les huitièmes de finale. À ce stade de la compétition, Valenciennes se retrouve opposé à son voisin lillois, triple vainqueur de la compétition. Les hommes de Pérus parviennent à s'imposer 2-1 grâce à un doublé de Marius Rozé. En quart de finale, VA tombe sur le RC Paris, finaliste des deux dernières éditions de la Coupe. L'entraîneur nordiste estime que son équipe doit travailler sur son physique et les joueurs partent en vert à Verzy. Lors du match, Paris mène 2-1 jusque la 89e minute et une égalisation de Rozé. Le match est à rejouer, et cette fois VA s'impose 1-0. Lors des demi-finales, l'USVA affronte Saint-Étienne. À cette occasion, 8000 supporters valenciennois font le déplacement à Colombes. L'équipe du Hainaut s'impose 3-1 grâce à un triplé d'Émile Vrand et se qualifie ainsi pour sa première finale de Coupe de France.
La finale de la Coupe de France 1951 se déroule le 6 mai 1951 à Colombes devant plus de 60.000 spectateurs et un invité de marque : le Géant Bimbin. Sur les onze joueurs alignés, seul le gardien Félix Witkowski a déjà joué une telle finale. Le Président de la République Vincent Auriol se voit remettre un napperon en dentelle brodé des initiales VA. Finalement, l'équipe doit s'incliner 3-0 face à Strasbourg après l'ouverture du score d'un ancien de la maison, René Bihel. Les supporters ne tiennent pas rigueur de cette défaite aux joueurs qui sont accueillis comme des héros à Valenciennes. À l'issue de ce parcours mémorable, Pérus quitte le club.
La saison suivante, l'USVA parvient à rester sur la dynamique de l'année précédente en terminant 3e et se qualifiant ainsi pour les barrages contre l'Olympique de Marseille. Si les Rouge et Blanc s'imposent 3-1 à l'aller, ils s'écroulent lors du match retour 4-0 et ratent l'occasion de remonter en première division. Charles Demeillez, qui avait remplacé Pérus à l'intersaison, quitte à son tour le club à la fin de cet exercice. Carlos Verdeal puis Edmond Le Maître deviennent l'un après l'autre entraîneur-joueur sans grand succès.

### La grande époque (1953-1969)

#### Les prémices prometteurs du VA de Domergue

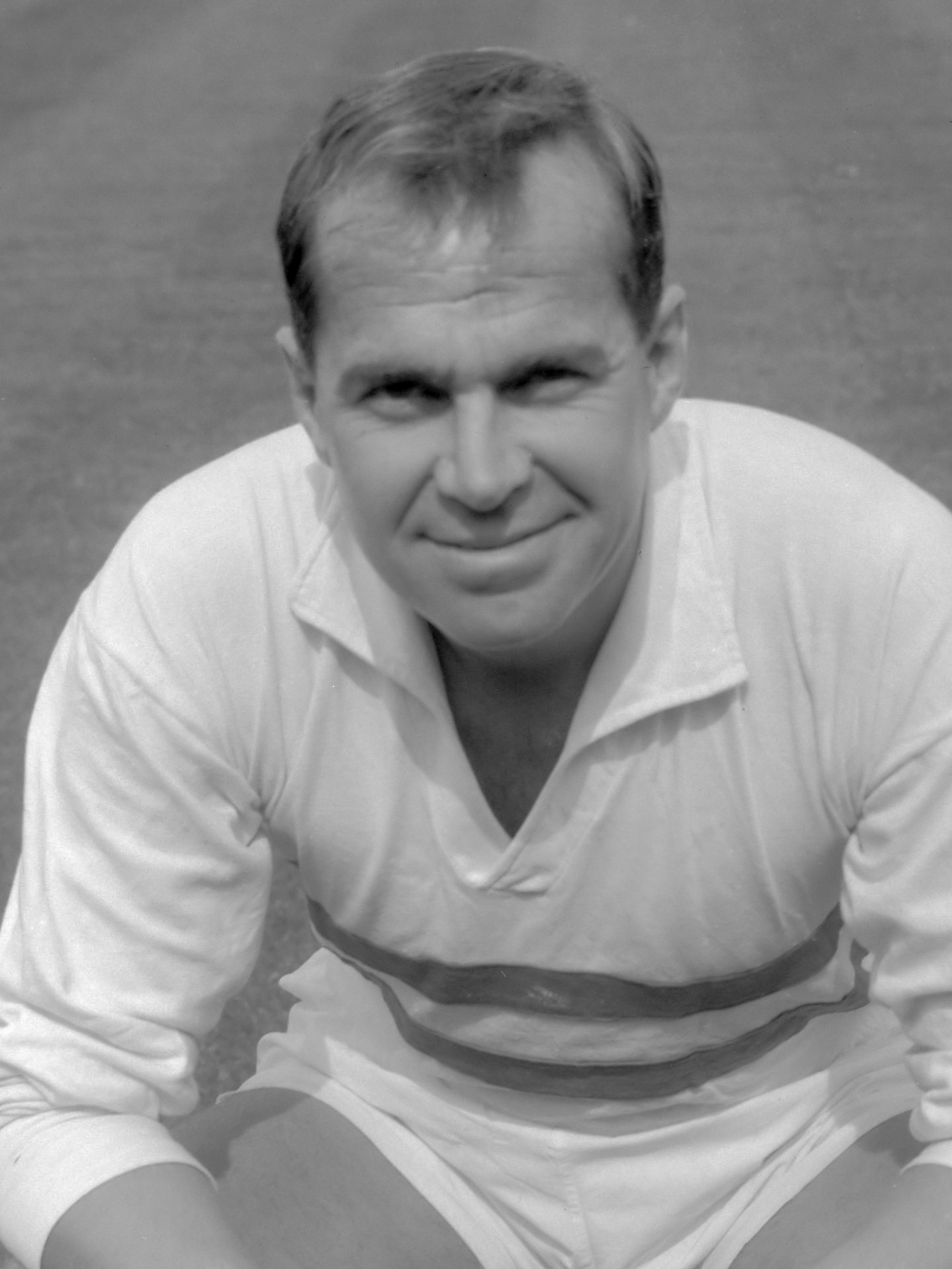
Le Hollandais volant Petrus van Rhijn, meilleur buteur de D2 en 1955 et 1956.

En 1953, le club est décidé à trouver un entraîneur de métier après l'échec des entraîneurs-joueurs de la saison précédente. Les dirigeants font alors appel à Robert Domergue. C’est le point de départ des années fastes pour Valenciennes. Pourtant ses débuts sur le banc de touche sont difficiles. Malgré une saison en demi-teinte (10e), il garde la confiance des dirigeants. Son beau jeu se met en place dès l'année suivante. Le public ne s'y trompe pas et commence à venir au Stade Nungesser : le 13 mars 1955, le record d’affluence est battu avec 21 268 spectateurs pour la venue de Sedan. Le VA de Domergue commence à se faire une jolie réputation et l'attaquant néerlandais Petrus van Rhijn, surnommé le Hollandais volant, se fait lui un nom grâce à ses 40 buts marqués lors de la saison 1954-55. Pourtant, le club ne montera pas cette année. Ce sera chose faite la saison suivante. Le club parvient à rejoindre l’élite en battant en match de barrage son rival nordiste Lille notamment grâce à une victoire 4-0. Van Rhijn, auteur de 37 buts, termine une nouvelle fois meilleur buteur du championnat. Les jeunes Édouard Stako et Bernard Chiarelli attirent les regards, ce dernier est même appelé en équipe de France pour des stages. VA rejoint la Division 1 près de 18 ans après l'avoir quitté.
Pour son retour dans la cour des grands, VA n'a pas forcément l'effectif pour y perdurer. Domergue déclare même que ses nuits « sont courtes, voire carrément blanches ! ». Le début de saison est difficile mais l'équipe se maintient lors de l'avant-dernière journée de championnat. C'est un évènement puisque c'est la première fois que Valenciennes arrive à se maintenir et ainsi jouer deux saisons de suite en première division. L'année suivante, l'effectif est quasiment identique et le club réalise une saison similaire à la précédente en décrochant un nouveau maintien à l'avant-dernière journée de championnat avec deux points d'avance sur Metz. VA progresse en intégrant des jeunes du centre de formation dans l'équipe première. Van Rhijn et Chiarelli quittent le club à la fin de la saison. Malgré la perte de ces deux joueurs cadres, le club ne faiblit pas et termine à la 13e place du championnat en 1959.
Lors de la saison 1959-60, c'est au tour de Stako de quitter le Hainaut. VA va faire confiance à deux jeunes joueurs venant de Giraumont : Serge Masnaghetti et Jean-Claude Piumi. Ces deux hommes seront des piliers du nouveau USVA et laisseront une trace indélébile de leur passage. Les résultats sportifs ne suivent pas et les supporters commencent à se faire entendre. Les dirigeants vont alors recruter Joseph Bonnel. Les résultats s'améliorent et VA finit à la 8e place. C'est la première fois de son histoire que Valenciennes se place en première partie de tableau confirmant ainsi sa progression constante depuis sa montée quatre ans plus tôt. À la fin de l'été 1960, Valenciennes participe à l'éphémère Coupe anglo-franco-écossaise, perdant contre Dundee 4-3 en score cumulé. Pour poursuivre leur ascension, les dirigeants signent un grand nom du championnat : Thadée Cisowski, triple meilleur buteur de D1, âgé de 33 ans. Il ne tarde pas à montrer son talent en inscrivant un triplé pour son premier match. Pourtant, les choses ne vont pas se passer comme prévues. L'attaque est à la peine et VA se retrouve relégable à la mi-saison. Sans moyens financiers, l'équipe n'est pas renforcée et connaît la descente en D2 en fin de saison. C'est une véritable déconvenue pour les supporters qui voyaient VA se pérenniser dans l'élite. Le club ne reste qu'une saison en D2 et remonte donc dès l'année suivante après une 2e place devant des grands clubs comme Bordeaux ou Marseille.

#### L'âge d'or valenciennois
Pour son retour en Division 1, lors de la saison 1962-63, VA a pour objectif de se maintenir. Pourtant, les bonnes performances s'enchainent et des joueurs explosent au plus haut niveau. Si bien que Bonnel puis Masnaghetti sont appelés chez les Bleus. Ce dernier détient encore le record de plus grand nombre de journées d'affilée avec au moins un but marqué (17 buts en 13 journées), cela lui vaut le surnom de « Monsieur un but par match ». L'attaquant valenciennois termine la saison meilleur buteur du championnat avec 35 buts inscrits. L'USVA se classe à une belle 9e place pour sa remontée. La saison finie, les joueurs s'envolent pour New York pour y disputer un tournoi. L'ascension de l'USVA se poursuit l'année suivante, elle se retrouve même sur le podium à la mi-saison. Meilleure défense du championnat, VA termine finalement 6e. Les bonnes performances se sont poursuivis en Coupe de France avec une demi-finale. Après New York, l'équipe est désignée pour être le représentant français lors d'une tournée à Hong-Kong.
En 1964-65, Domergue conserve le même effectif. La continuité du travail de l'entraîneur va porter ses fruits. L'équipe caracole en tête du championnat et après une victoire contre le champion de France en titre, Saint-Étienne le 22 novembre 1964, VA prend seul la tête du championnat. VA est toujours en tête à la trêve et Domergue est élu entraîneur français de l'année 1964. En fin de championnat, le club voit Nantes et Bordeaux lui passer devant. Lors de l'avant-dernière journée, l'équipe ne parvient pas à faire mieux qu'un nul 0-0 contre les Girondins et abandonne tout espoir pour le titre. Finalement, VA doit se contenter d'une 3e place à trois unités des Nantais. Trois ans après son retour parmi l'élite, VA termine sur le podium. Il s'agit du meilleur classement de l'histoire du club. Pour atteindre le titre, Domergue fait une nouvelle confiance au même groupe la saison suivante. Les résultats sont toujours au rendez-vous. Après 13 journées de championnat, VA est dauphin de Nantes. José Arribas, entraîneur nantais, se méfie des Nordistes et déclare que « Si nous ne sommes pas champions de France cette saison, je prends tous les paris : Valenciennes nous succèdera ». L'équipe termine pourtant une nouvelle fois à la 3e position. Malgré des résultats jamais vus auparavant de son équipe, Nungesser n'attire pas les foules et ce manque de soutien populaire n'a pas aidé Valenciennes à décrocher le titre.
À la suite de ces deux podiums consécutifs, Domergue décide de quitter l'USVA. Pendant ses treize années sur le banc valenciennois, il a permis au club de passer du milieu de tableau de D2 au sommet du football français. Loin d'être le seul à avoir contribué à ces performances exceptionnelles, il a pu compter sur un groupe soudé composé de joueurs tels que Louis Provelli, Wolfgang Matzky, Guy Guillon, Jean-Pierre Guinot, Joseph Magiera ou Bolec Kocik qui ont tous participé à cette époque glorieuse.
En 1966, Gaby Robert remplace Domergue au poste d'entraîneur. Les débuts sont difficiles avec quatre défaites d'affilée mais l'équipe se reprend pour terminer à la 7e place. VA a pu une nouvelle fois compter sur ses hommes forts qui seront reconnus au niveau national, c'est le cas de Bonnel, Provelli et Piumi qui seront appelés en équipe de France. La saison suivante, Bonnel rejoint Marseille, cela affecte l'attaque valenciennoise mais l'équipe peut toujours compter sur sa défense de fer. À l'issue de cet exercice, l'USVA termine 5e à seulement un point du podium. À partir de 1968, Lille et Lens sont en Division 2, l'USVA est donc le seul club représentant du Nord-Pas-de-Calais parmi l'élite et ce pour la première fois depuis la création du football professionnel. Sur le plan sportif, l'équipe voit le départ de nombre de ses cadres sans pour autant qu'ils soient remplacés. Robert fait confiance aux jeunes du centre de formation qui montent en équipe première. Malgré cet effectif limité, le club termine une nouvelle fois dans la première partie de tableau (8e). Ces dernières belles années sont un chant du cygne, les spectateurs désertent Nungesser et les problèmes financiers apparaissent malgré l'apparition des sponsors maillots.

### La fin d'un cycle (1969-1982)
Durant la saison 1969-1970, à la suite de la débâcle sportive et financière de ses voisins, Lille et Lens, le club valenciennois devient le seul club professionnel à évoluer dans la région. La situation n'est guère meilleure à VA, le club souffre également financièrement. Le trésorier déclare que « Pour neuf millions de sortis en salaires, seulement trois millions entrent dans les caisses ». L'objectif sportif est le maintien mais une rétrogradation administrative n'est pas à exclure. Malgré une demi-finale de Coupe de France, les résultats en championnat sont décevants et les supporters demandent le départ Gaby Robert. Ils obtiennent satisfaction, Robert est remplacé par Louis Provelli. La fin de saison est catastrophique, VA termine dernier et ne doit son maintien parmi l'élite qu'au passage de la Division 1 à 20 clubs. Pas de quoi se réjouir pour autant, les finances sont toujours dans le rouge et la mairie refuse de venir en aide.
La saison suivante, un certain espoir renaît après le retour sur le banc de touche de Robert Domergue, l'entraîneur qui avait permis au club d'atteindre le podium quatre ans plus tôt. L'homme fort du football valenciennois ne réalise pas de miracle, le problème venant de l'équipe qui n'est pas au niveau de la D1 malgré les 22 buts de Joseph Yegba Maya. Lors de la dernière journée de championnat VA joue sa peau, à Nungesser, contre le Red Star mais doit s'incliner 1-2. C'est donc la descente en D2 après neuf ans de présence parmi l'élite. En deuxième division, l'équipe peut une nouvelle fois compter sur ses jeunes, Didier Six et Dominique Dropsy rejoignent les professionnels. Leader de son groupe lors de la dernière journée, l'USVA perd son match mais doit sa montée à la défaite de son dauphin, Limoges, dans le même temps. Son ticket en D1 en poche, Valenciennes affronte les vainqueurs des autres groupes de D2 : Sedan et Strasbourg pour connaitre l'identité du champion officiel. Après deux victoires contre ses adversaires, l'USVA remporte le premier titre de son histoire. En D1, Domergue n'a plus les commandes et n'a pas son mot à dire sur les transferts, il est rapidement remercié et son adjoint Jean-Pierre Destrumelle prend sa place. L'équipe ne peut faire mieux qu'une 18e place. C'est donc une nouvelle relégation après une seule saison en D1.
Lors de la saison 1973-74, le club possède un déficit colossal de 140 millions de francs. Cela conduit au départ de 12 de ses joueurs, VA débute le championnat dans la plus grande incertitude. Pourtant, portée par le Polonais Erwin Wilczek (26 buts en championnat), l'USVA joue les premiers rôles et se retrouve à la lutte avec le voisin lillois pour la première place synonyme de montée automatique. Finalement, elle devra se contenter d'une deuxième place qualificative pour un barrage face à un jeune club : le Paris Saint-Germain. VA s'impose 2-1 à Nungesser mais s'incline 4-2 au Parc des Princes après un dernier but parisien marqué en position de hors-jeu. L'année suivante, VA est désormais favoris pour la montée. Le club prend la tête de son groupe rapidement et lors de la dernière journée, il s'impose 7-2 face à Mantes grâce à un triplé de Wilczek. Premier de son groupe, VA remonte en D1 mais ne termine pas champion à la suite d'une défaite contre Nancy lors du match d'attribution du titre.
De retour en D1 en 1975, VA veut éviter une nouvelle fois de faire l'ascenseur. Après un début de saison satisfaisant, l'équipe se maintient en terminant 12e devant les autres clubs de la région (Lille et Lens). Étincelant, Didier Six est appelé en équipe de France et il est encore à ce jour le dernier valenciennois à avoir porté le maillot des Bleus. La saison suivante, le maintien est plus difficile à obtenir mais il est assuré en fin de championnat. En 1977, les supporters lancent une souscription pour faire signer le Ballon d'or africain Roger Milla. L'attaquant camerounais rejoint le Hainaut mais à la suite d'un problème d'homologation, il est contraint de jouer sa première saison en Division Honneur. Lors de la saison 1978-79, les Rouge et Blanc finissent 18e et barragistes mais restent en D1 en raison de la non-accession de Gueugnon.
Après ce nouveau maintien, Destrumelle décide de quitter VA. Erwin Wilczek revient alors au club pour devenir le nouvel entraîneur. Joueurs représentatifs de cette époque, Patrick Jeskowiak, Bruno Metsu, Pierre Neubert et Bruno Zaremba, meilleur buteur du club en 1975-76 et 1977-78, peuvent être cités. La mauvaise situation financière du club oblige à vendre ses meilleurs joueurs et à miser sur des jeunes stagiaires pro entourés par des joueurs d'expérience en fin de carrière comme Jan Wrazy, d'où sortiront les Benoît Tihy, Francis Gillot, Philippe Piette, réalisant au passage une saison 1979-1980 étonnante avec un Nambatingue Toko de feu (12 buts).
À l'issue de la saison 1981-82, Valenciennes termine à la 18e place et doit disputer les barrages contre Mulhouse. La défaite au match aller 5-2 condamne pratiquement les Nordistes qui ne font pas mieux qu'un nul (1-1) lors du retour. Le club descend en Division 2 et y reste dix ans.

### La désillusion (1982-1996)

#### Une décennie en deuxième division
Le retour en D2 s'annonce compliquée à la suite du départ de nombreux joueurs mais les dirigeants ainsi que l'entraîneur Erwin Wilczek ne se laissent pas abattre et ils visent la remontée en première division. Les espoirs s'assombrissent en raison des problèmes financiers. Le 2 décembre 1982, le comité directeur vote même le dépôt de bilan faute à un déficit estimé à 40 millions de francs. De nombreux joueurs comme Francis Gillot ou Paul Bahoken sont poussés vers la sortie. Il ne reste alors que sept joueurs avec un statut professionnel. Malgré la situation désastreuse, les joueurs s'accrochent et ratent de peu la place de barragiste. L'attaquant polonais Włodzimierz Lubański, âgé de 35 ans, marque les esprits avec ses 28 buts.
Lors de la saison 1983-84, Valenciennes est obligé de vendre une nouvelle fois beaucoup de ses joueurs pour survivre. L'heure est à la rigueur et aucun joueur ne gagne plus de 20.000 francs. L'équipe emmenée par Léon Desmenez continue pourtant de surprendre et se classe 5e en fin de saison. La retraite du défenseur Daniel Leclercq et les nombreux départs conduisent à un rajeunissement de l'effectif (Desmenez surnomme son équipe « l’équipe de Coquelets »), si bien que le doyen de l'équipe est Hans Henriksen âgé de 25 ans. La saison 1984-85 est principalement marquée par les débuts du jeune attaquant Jean-Pierre Papin, âgé de 21 ans, auteur de 15 buts en championnat. L'USVA va chuter progressivement au classement, au point de sauver sa tête de manière in extremis lors de la saison 1985-86 lors d'une ultime victoire face à Sedan (2-1) à Nungesser. Lors de l'été 1986, le jeune retraité Leclercq vient apporter son aide à Desmenez pour entraîner l'équipe. Le début de saison suivant est autant délicat. En novembre, VA est dernier au classement, vient de concéder quatre défaites de suite et son dernier but à domicile remonte à fin août.

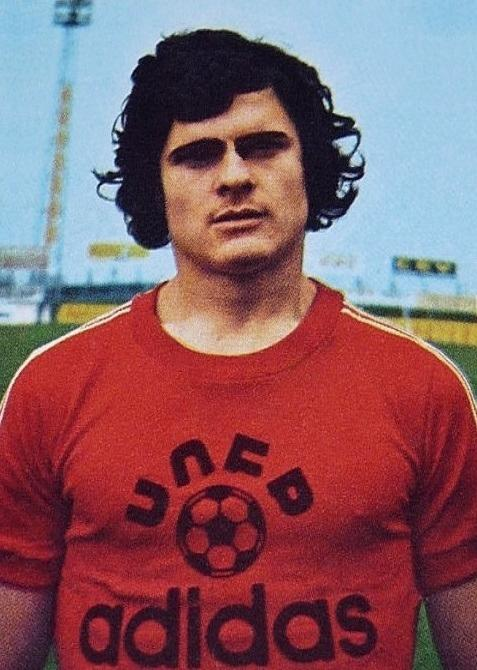
Didier Six joue à l'USVA de 1972 à 1977 puis fait son retour en 1987

Si les résultats sportifs sont inquiétants, la situation est également extrêmement préoccupante sur le plan financier. En effet, le club est géré depuis plusieurs mois par un administrateur judiciaire et se retrouve à huit jours de la liquidation. Dans cette situation dramatique, le syndic à la tête du club, Colette Gadeyne, tente à tout prix à trouver un repreneur. C'est dans cette optique qu'elle va décrocher son téléphone pour faire appel à Jean-Louis Borloo, un jeune avocat d'affaires parisien de 35 ans. Elle lui demande alors s'il connait une personne capable de mettre de l'argent dans le club. Borloo se rend sur place et va être bouleversé par le contexte local. Il promet d'aider le club et se retrouve président. Il devient ainsi le plus jeune président d'un club professionnel en France. En février 1987, le Tribunal de Grande Instance de Valenciennes accepte le plan de reprise du club. L'USVA devient alors l'USVAA (rajout du terme Arrondissement). Sur le terrain, l'international français Didier Six fait son retour dix ans après son départ pour aider l'équipe. La fin de saison est meilleur et VA termine à la 13e place.
La saison 1987-88 est marquée par l'inauguration du centre de formation basé à Aulnoy. Les résultats du début de saison ne sont pas satisfaisants, Leclerq est alors remplacé par Victor Zvunka. L'équipe termine à la 9e place. Deux ans après avoir failli être liquidé, VA poursuit lentement sa reconstruction. L'arrivée de Georges Peyroche en 1988 comme entraîneur provoque un sursaut de l'équipe. En 1989-1990, Valenciennes et Rennes sont les leaders du championnat lors de la dernière journée de championnat avec le même nombre de point et la même différence de buts (+10). Ce match final se conclut par une victoire rennaise 2-0 alors que VA ne s'impose que 1-0, ainsi le club breton coiffe sur le fil le club du Hainaut pour un seul but de différence (marqué dans les dernières secondes) et accède à la D1. Ensuite, Valenciennes est éliminé par Strasbourg lors des barrages. Cette saison est également marquée par un bon parcours en Coupe de France, éliminé en huitièmes de finale par Saint-Étienne en prolongation. L'année suivante, l'USVA est à nouveau barragiste malheureux face à Lens.
Élu maire de Valenciennes en 1989, Borloo quitte définitivement la présidence de l'USVA en 1991. Il est remplacé à ce poste par Jean-Louis Deneuville. Cette intersaison voit également le départ de Peyroche, Francis Smerecki prend sa place à la tête de l'équipe première. Lors de la dernière journée de championnat, VA est en tête avec un seul point d'avance sur Angers. L'équipe ne tremble pas, s'impose contre Beauvais (1-0) grâce à un but de David Le Frapper et remonte enfin en Division 1. Cette période voit l'éclosion de jeunes poulains issus du centre de formation comme Wilfried Gohel, David Régis, Arnaud Duncker ou encore Jérôme Foulon. Pour les accompagner, l'équipe a pu compter sur des valeurs sûres comme Gérard Buscher, Pascal Malbeaux ou Eugène Ekéké.

#### Affaire VA-OM et chute du club
L'année 1993 marque la chute de l'USVA. Malgré un recrutement important de joueurs avec le champion du monde 1986 Jorge Burruchaga qui effectua une de ses meilleures saisons françaises ainsi que les attaquants Kálmán Kovács et Christophe Robert, Valenciennes ne reste qu'une saison parmi l'élite. Si le championnat commence mal avec quatre défaites consécutives conduisant au départ de Francis Smerecki remplacé par Boro Primorac, c'est surtout la fin de saison qui fera parler et marquera l'histoire du football français.
Le 20 mai 1993, VA s'incline 1-0 face au quadruple champion de France en titre l'Olympique de Marseille. À la mi-temps de ce match, le défenseur valenciennois Jacques Glassmann confie à son entraîneur que Jean-Jacques Eydelie, un joueur marseillais qui fut auparavant l'un de ses coéquipiers et Jean-Pierre Bernès, directeur général de l'OM, l'ont contacté par téléphone la veille de la rencontre. Une somme d'argent a été promise par Bernès à Glassmann et deux autres joueurs valenciennois et anciens coéquipiers d'Eydelie également, Jorge Burruchaga et Christophe Robert, pour qu'ils « lèvent le pied » lors du match. Le soir même de ce coup de téléphone, Christophe Robert envoie sa femme sur le parking du Novotel où logent les Marseillais pour qu'elle récupère l'argent. Eydelie lui confie une lourde enveloppe pleine de billets. Deux jours plus tard, le club révèle la corruption. L'affaire, qui est d'abord passée sous silence, l'OM jouant la finale, devient un véritable feuilleton médiatico-judiciaire durant tout l'été 1993, bien plus que le titre non attribué à Grenoble en rugby la même année,. C'est le début de l'affaire VA-OM. Sur le terrain, VA termine la saison 18e, place de barragiste, à un point du voisin lillois. Lors de ces barrages l'opposant à l'AS Cannes, le club perd à domicile 0-2 avant de faire match nul lors du retour et est ainsi relégué en deuxième division.
La saison 1993-94 marque le début de la poule unique avec 22 clubs en Division 2. Entraînée dans un premier temps par un ancien joueur, Bruno Metsu, l'USVA connaît une saison globalement moyenne avant de s'écrouler au printemps après que les dirigeants ont décidé de confier les rênes de l'équipe à Robert Dewilder. Avec une seule victoire lors des 11 derniers matchs, le club termine 20e et descend en National 1. La glissade continue : en 1994-1995, Valenciennes termine 15e de National 1.
En 1996, le club touche le fond. Il termine 3e de son groupe mais est relégué administrativement en National 2 (CFA) pour cause de bilan financier désastreux. Le professionnalisme est abandonné à la suite du dépôt de bilan. Le passage vers le monde amateur conduit à l'exode de plusieurs jeunes qui se révèleront sous d'autre cieux notamment :
Daniel Moreira, Laurent Leroy, Jérémie Janot, Yohan Demont et Ludovic Leroy tous issus à la base de la formation valenciennoise.

### La renaissance avec le Valenciennes FC (1996-2006)
Le Valenciennes Football Club naît officiellement le 1er avril 1996, sur les restes de l'USVA. L'ancien gardien de but du club, Ludovic Batelli est nommé entraîneur. Le VAFC termine 5e du championnat de National 2 1996-1997, battu à la différence de buts par Raon-l'Étape et Boulogne-sur-mer. À l'issue de la saison 1997-1998, Valenciennes est sacré champion de France amateurs avec 20 points d'avance sur le deuxième, et monte par conséquent en National. Le club de l'Escaut connaît deux saisons satisfaisantes en terminant 5e. Le départ de Batelli et son remplacement par Didier Ollé-Nicolle a pour conséquence la rechute en CFA à la suite d'une 17e place.
Puis c'est la renaissance. Lors de la saison 2001-02, VA termine 2e de son groupe mais derrière la réserve du LOSC qui ne peut être promu, ainsi Ollé-Nicolle fait remonter l'équipe en troisième division après une seule saison. Pour son retour en National, le club hennuyer se place 6e et peut compter sur un enfant de la ville : le latéral droit Rudy Mater intègre l'effectif et deviendra par la suite le joueur le plus capé de l'histoire du club. Deux ans plus tard, en 2005, sous l'impulsion du druide Daniel Leclercq, VA est champion de France du National avec 74 points. Steve Savidan, pour sa première saison avec VA, termine meilleur buteur avec 19 buts. Le milieu de terrain José Saez fait ses débuts cette saison-là sous les couleurs valenciennoises. Ces années National sont également marquées par Eric Chelle, Orlando Silvestri ou David Klein qui ont été des grands artisans du renouveau de VA.
En coulisses, cette renaissance porte une nouvelle fois la marque de Jean-Louis Borloo. En effet, au début des années 2000, il est contacté par le président Bernard Moreau qui lui confie qu'il n'en pouvait plus de la situation. Borloo décide donc de reprendre le club en main. Il appelle Daniel Leclerq et les deux hommes se rencontrent dans un restaurant autoroutier entre Paris et le bassin minier pour parler de l'avenir du club. En 2004, il passe la main à Francis Decourrière, ancien président du club de basket féminin l'Union sportive Valenciennes Olympic, qui permettra au VAFC de continuer à grandir.
La saison suivante, Antoine Kombouaré prend les commandes de l'équipe dont l'objectif est le maintien en deuxième division. Un ancien de la maison, Laurent Dufresne, fait son retour après neuf ans d'absence et prend le brassard de capitaine. Les bons résultats font que les supporters se mettent à rêver d'une deuxième montée en deux saisons. VA ne figure jamais sous la 10e place et se retrouve en position de promouvable dès le milieu de la saison. Entre la 29e et 37e journée, l'équipe remporte neuf victoires de suite et prend ainsi la tête du championnat. Après un succès sur la pelouse de Sedan (0-3), VA décroche même le titre de champion de France de Ligue 2 avec 74 points comme la saison précédente. C'est un fait historique puisque c'est la première fois qu'une équipe remporte deux titres d'affilée de deux niveaux différents. Steve Savidan termine une nouvelle fois meilleur buteur de l'exercice à égalité avec le Havrais Jean-Michel Lesage. C'est le retour parmi l'élite pour Valenciennes, treize ans après.

### L'élite (2006-2014)

#### 2006-2009: maintien assuré avec Kombouaré

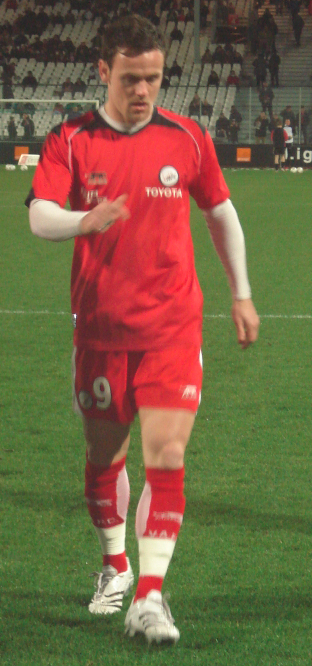
Steve Savidan est le meilleur buteur du club de 2004 à 2008

Pour se maintenir parmi l'élite, l'équipe est renforcée avec les arrivées du gardien de but Nicolas Penneteau et du milieu Sébastien Roudet puis du défenseur Abdeslam Ouaddou au mercato hivernal. Le premier match de Valenciennes en première division en 13 ans se conclut par un match nul (1-1) sur la pelouse d'Auxerre. Au terme de la saison 2006-2007, l'équipe du Hainaut termine à la 17e place. Pour l'année de sa remontée, le club n'aura été relégable qu'à une seule reprise (lors de la 26e journée). Solide défensivement, aucun des trois premiers du championnat ne marque à Nungesser (0-0 contre Lyon, Marseille et Toulouse). Steve Savidan est deuxième meilleur buteur du championnat (avec 13 buts) derrière Pauleta. Savigol réalise même un quadruplé face à Fabien Barthez au cours du match Nantes-Valenciennes (victoire de VA 5-2).
La saison 2007-2008 démarre en trombe par le triplé d'une des recrues du mercato d'été, Johan Audel face à Toulouse (3-1). Les autres principales arrivées dans le Hainaut sont le latéral droit David Ducourtioux, l'attaquant Grégory Pujol et le milieu international colombien Carlos Sánchez. Lors de la 3e journée, VA s'impose face à l'ennemi marseillais grâce à un doublé de Savidan. Le VAFC réalise une phase aller remarquable, notamment à domicile où il reste invaincu. Pendant cette première partie de saison, VA ne descend jamais sous la 10e position et se retrouve même au pied du podium (4e) au soir de la 20e journée. La phase retour est tout autre, l'équipe ne remporte que quatre matchs et en perd onze. Finalement, le club termine à la 13e place. Savidan inscrit de nouveau 13 buts et devient le meilleur buteur de L1 sur l'ensemble des saisons 2006-2007 et 2007-2008.
La saison 2008-2009 est marquée par un début difficile, conséquence d'un lourd remaniement de l'effectif (départs de Savidan, Roudet, Ouaddou entre autres et arrivées de Milan Biševac et Gaël Danic). VA se retrouve lanterne rouge à la trêve avec 5 points de retard sur le premier non relégable. Malgré cela, le président Francis Decourrière maintient sa confiance à Kombouaré. L'équipe réalise une superbe seconde partie de saison (sous l'impulsion de Jean-Claude Darcheville, recrue du mercato d'hiver) qui l'amène jusqu'à la 12e place. Cette saison restera surtout marquée par le malaise cardiaque de David Sommeil lors d'un entraînement le 20 août 2008 et la terrible blessure (double fracture tibia péroné) de Jonathan Lacourt lors de la (29e journée) contre le Stade rennais.
Après quatre ans de loyaux services à Valenciennes, Kombouaré décide de rejoindre le Paris Saint-Germain. Il quitte le Hainaut sous les vivas du public de Nungesser après avoir battu 2 buts à 1 son futur club.

#### 2009-2011: Montanier et le beau jeu
Durant le mercato d'été 2009, Philippe Montanier arrive dans le Nord, ainsi que de nouveaux joueurs (Cohade, Gomis, Ben Khalfallah) et impose un nouveau système de jeu, le 4-3-3. Après une adaptation difficile, l'équipe parvient à se hisser au niveau des places européennes au début de décembre pour finir à une honorable 10e place, confirmant une progression constante depuis la saison 2003-2004, où le club avait terminé 10e de National.
Le club terminera à la 12e place à l'issue de la saison suivante, arrachant son maintien à la dernière journée en battant l'OGC Nice (2-1) lors du dernier match officiel dans le stade Nungesser. Cette saison, VA encaisse un nombre impressionnant de buts dans le dernier quart d'heure. Cela n'empêche pas Grégory Pujol de terminer troisième meilleur buteur de Ligue 1 avec 17 buts. Peu de temps après, Montanier annonce son départ pour le Real Sociedad. Il est remplacé par Daniel Sanchez, en provenance du Tours FC.
Les résultats de Philippe Montanier à la tête du VAFC furent salués par l'ensemble des observateurs, et son bilan peut être jugé positif. S'il a consolidé le club en milieu de tableau, il s'est surtout signalé par le style qu'il a imprimé à l'équipe : un jeu vif et inspiré, tourné vers l'offensive, plus technique qu'auparavant. Cette progression a parfois pris des allures spectaculaires, au point que le club fut un temps surnommé le Barça du Nord par certains observateurs. Cette renommée dépassa vite les frontières et Montanier fut convoité par plusieurs clubs européens. Il s'engage finalement avec la Real Sociedad et quitte donc Valenciennes après deux saisons réussies.
Fin août 2009, Jean-Louis Borloo acquiert les parts de Dôme Investissement, holding qui contrôle le club de football.

#### 2011-2013: départ des cadres sous Sanchez
Daniel Sanchez entame son mandat par un match nul et vierge face à Amiens en amical. Le 26 juillet 2011, lors de l'inauguration du Stade du Hainaut, VA s'incline 0-1 face au champion d'Allemagne, le Borussia Dortmund.
Le 17 décembre, après une nouvelle défaite en championnat sur la pelouse de Nice, Valenciennes pointe à la 19e et avant-dernière place du classement. Ce nouveau revers confirme les difficultés du VAFC à gagner hors de ses terres. Le 8 février 2012, le club élimine de la Coupe de France le tenant du titre et voisin lillois sur le score de 2 buts à 1 et se qualifie pour les 1/4 de finale, chose qui n'était plus arrivée depuis 18 ans. Malheureusement, l'équipe nordiste se fait sortir par le Stade rennais 1-3 au tour suivant. À l'issue de la saison 2011-2012, le club pointe à la 12e position, place identique du précédent exercice. Le VAFC présente la particularité d'être l'un des meilleurs clubs à domicile (5e) mais le plus mauvais à l'extérieur avec seulement 7 points. Après cette 12e place au classement final et un maintien assuré lors de la dernière journée, Daniel Sanchez est sifflé par une partie du public lors de la cérémonie de clôture du championnat.

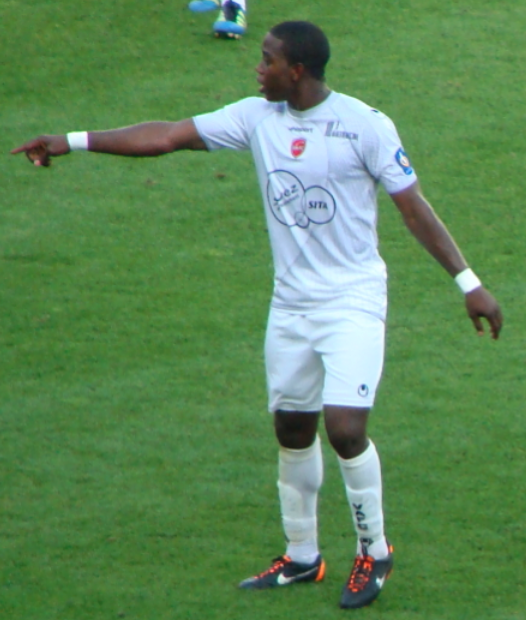
Le milieu colombien Carlos Sánchez évolue au VAFC de 2007 à 2013

Le mercato d'été 2012 voit le départ de deux joueurs cadres arrivés en fin de contrat (Renaud Cohade et Carlos Sánchez) sans qu'ils soient remplacés, la masse salariale du club étant placée sous le contrôle de la DNCG à cause d'un déficit estimé à 5 millions d'euros. C'est donc avec une équipe affaiblie par rapport à la saison précédente que VA commence sa préparation et ne parvient à ne gagner aucun de ses cinq premiers matchs amicaux, pourtant opposée à des équipes modestes (SCO Angers, RAEC Mons, Royal Antwerp...). Une série de matchs sans victoires qui inquiète les supporters en vue de la saison à venir. La fin du mois d'août voit le retour surprise de Carlos Sánchez sous forme de prêt alors qu'il avait quitté le club quelques semaines auparavant. Le départ inattendu de Mamadou Samassa au Chievo Vérone en fin de mercato d'été permet l'arrivée d'Anthony Le Tallec qui ne tarde pas à se faire adopter par le public valenciennois en inscrivant pour son troisième match sous ses nouvelles couleurs un doublé face à l'Olympique de Marseille, match remporté 4-1. Au soir de la 9e journée et après un carton contre Lorient (6-1), le VAFC possède la meilleure attaque du championnat et réalise son deuxième meilleur début de saison depuis son retour parmi l’élite. Le club traverse une seconde partie d’exercice bien plus compliquée, après les départs au mercato d'hiver de Gil et de Kadir et l'absence pendant deux mois de Danic. Il ne prend que 19 points (18e sur la phase retour). Alors que le VAFC pointait à la 6e place à la trêve, il termine finalement 11e.
Comme la saison précédente, le mercato d'été est marqué par le départ de joueurs cadres de l'équipe. Ainsi le capitaine Carlos Sánchez quitte définitivement le Hainaut, idem pour le meilleur passeur du club Gaël Danic ou l'espoir Nicolas Isimat-Mirin. Après un large succès contre Toulouse lors de la 1re journée du championnat, le VAFC enchaine sept défaites d'affilée sans marquer le moindre but dans le jeu. Cela constitue la pire série depuis la remontée en Ligue 1. Cette série noire prend fin lors de la 9e journée et un match nul arraché à la dernière minute contre le Stade de Reims. Un résultat qui ne suffit pas à sauver la tête de l'entraineur Daniel Sanchez, qui est licencié le 10 octobre 2013.

#### 2013-2014: relégation sous Jacobs et problèmes financiers
Pour tenter de sauver le club, lanterne rouge du championnat, l'entraineur belge Ariel Jacobs arrive aux commandes le 14 octobre 2013. Champion de Belgique à deux reprises avec Anderlecht et champion du Danemark en titre avec le FC Copenhague, il signe pour deux ans et une année en option. Il débute par un match nul sur le terrain du Stade rennais alors que le VAFC était mené 2-0. Avec Jacobs, les Valenciennois connaissent de meilleurs résultats dont une victoire sur le terrain du 2e du championnat l’AS Monaco. Sous l’impulsion du ghanéen Abdul Majeed Waris, prêté par le Spartak Moscou, le VAFC rattrape son retard. Tant et si bien qu’au soir de la 29e journée, le club n’a plus que 2 points de retard sur le premier relégable l’Évian TG. Mais, dès la semaine suivante et une défaite à domicile contre le dernier, l’AC Ajaccio, Valenciennes retombe dans ses travers. L’humiliante défaite contre le FC Nantes (2-6) sonne le glas des espoirs de maintien des supporters, certains d’entre eux laissent éclater leur colère pendant et après le match. Le 4 mai 2014, le VAFC est officiellement relégué en Ligue 2 après 8 saisons parmi l'élite. Il finit la saison avec une nouvelle série de 7 défaites consécutives et totalise 23 défaites en 38 matchs, un triste record. Outre la descente sportive en deuxième division, les inquiétudes se portent sur les difficultés financières du club. En effet, le club a un déficit estimé à 8 millions d'euros alors que le Président Jean-Raymond Legrand, qui a déjà injecté 13 millions d'euros personnellement, a assuré qu'il ne renflouerait plus les caisses.

### Redressement judiciaire et retour en Ligue 2 (2014-2023)

#### Sauvé in extremis financièrement et sportivement

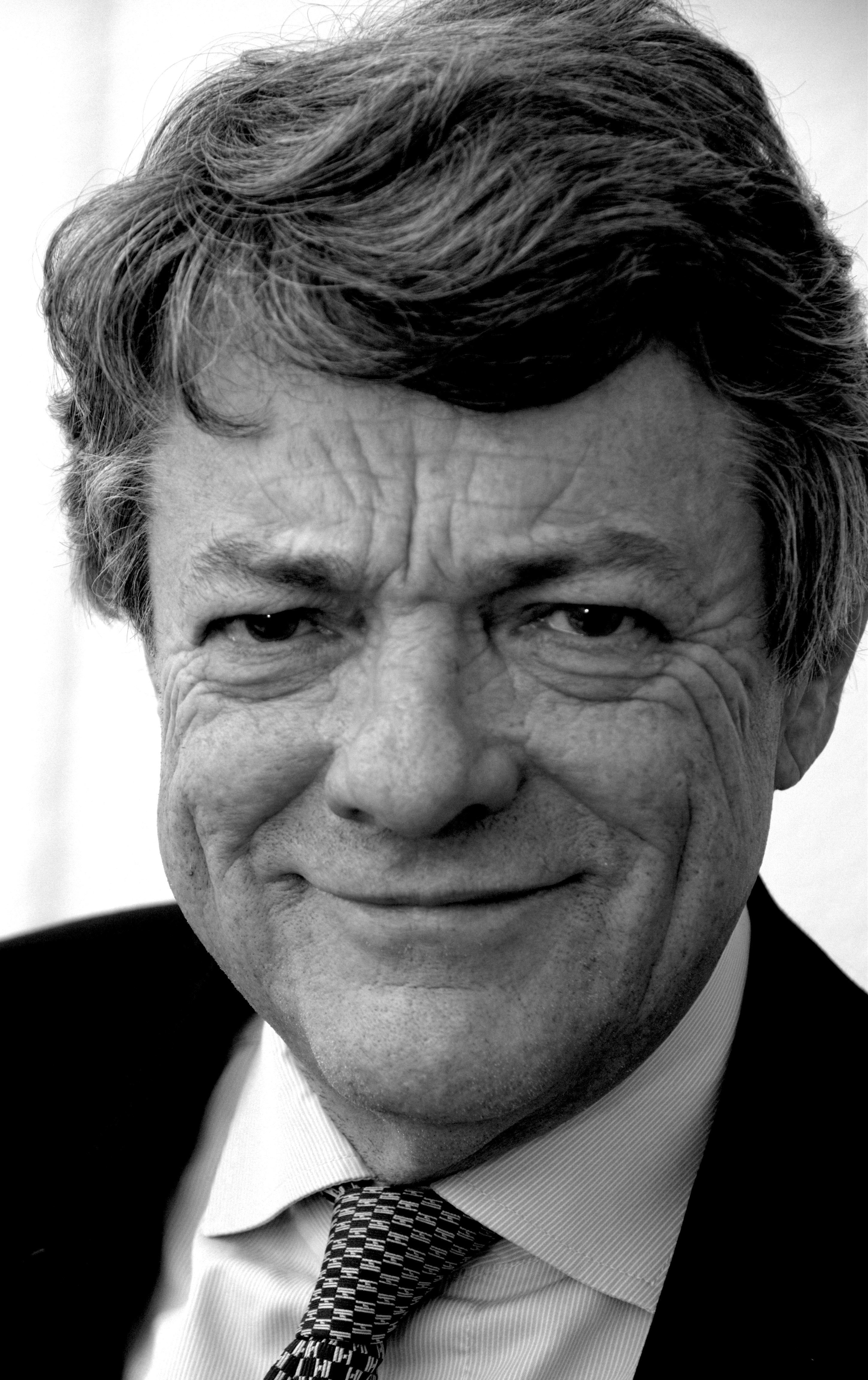
Jean-Louis Borloo, président du VAFC de 1986 à 1991 et en 2014

Le 25 juin 2014, le tribunal de commerce de Valenciennes décide de placer le VAFC en redressement judiciaire avec poursuite de l'activité assortie d’une période d’observation de 6 mois alors que le club était en cessation de paiement depuis le 10 juin 2014. Comme l'affirme l'article 103 des règlements de la LFP, cette procédure entraine la « rétrogradation dans la division immédiatement inférieure à celle pour laquelle il aurait été sportivement qualifié la saison suivante ». Le 26 juin, la Direction nationale du contrôle de gestion confirme la rétrogradation du club en division inférieure. Alors que beaucoup de supporters pensaient que cette décision signifiait la rétrogradation du VAFC en National, il est révélé que le club nordiste était déjà sous le coup d'une rétrogradation administrative à titre conservatoire depuis janvier et que ce sursis a sauté le 10 juin avec la cessation de paiement. La DNCG a donc décidé que le VAFC évoluerait en CFA. Un véritable coup dur pour les supporters valenciennois qui voient leur club retourner en enfer alors qu'il aura fallu 10 années pour voir le VAFC retrouver l'élite. Le 10 juillet 2014, la cour d’appel de Douai a annulé la procédure de redressement judiciaire ouverte à l’encontre du VAFC. Une union sacrée s'est formée aux côtés de Jean-Raymond Legrand pour sauver le club dans une dernière tentative, Luc Dayan et Jean-Louis Borloo ont apporté leur soutien. Le lendemain, la commission fédérale de la DNCG va dans le même sens et décide de réintégrer le VAFC en Ligue 2 pour la saison 2014-2015. Cet épisode signe la fin d'un feuilleton qui aura vu le VAFC frôler le dépôt de bilan avant d'être finalement sauvé in extremis. Pour bien figurer devant le gendarme financier du football français, Jean-Raymond Legrand décide de démissionner de la présidence en faveur de Jean-Louis Borloo. Conformément au schéma prévu devant la Cour d'appel, Jean-Louis Borloo cède ses parts le 29 août 2014 et le Conseil d'administration nomme à l'unanimité Eddy Zdziech au poste de Président du club.
Sur le plan sportif, Ariël Jacobs et le VAFC décident de mettre fin, d'un commun accord, au contrat qui les liait. Il est remplacé par Bernard Casoni le 17 juillet 2014. L'ancien marseillais signe pour deux ans dans le Nord. La situation délicate du club dans cette intersaison a poussé les derniers cadres de l'équipe à partir, comme Grégory Pujol, Nicolas Penneteau ou l'emblématique Rudy Mater et c'est avec un nouveau groupe à créer que le VAFC commencera la saison. Pour les remplacer, Casoni décide de s'appuyer sur des joueurs d'expérience comme Fabrice Abriel ou Adama Coulibaly, qu'il a déjà entraîné à Auxerre. À cause d'un retard dans la préparation, l'équipe connait des résultats très décevants jusque la mi-septembre où le VAFC occupe la dernière place du championnat. Une amélioration a lieu à partir du mois de novembre et le club parvient à remonter dans la première partie de tableau. Malheureusement, cette embellie n'est que de courte durée et les mauvais résultats sont de retour dès le début de l'année 2015 où le club ne prend qu'un point sur 24 possibles. Cette série contraint le Président Zdziech à remercier Bernard Casoni, le 24 février 2015, pour le remplacer par David Le Frapper qui exerçait jusque-là la fonction d'entraîneur des moins de 19 ans. Son premier match en tant qu'entraîneur de l'équipe première a lieu à l'extérieur, face à Clermont Foot, et se solde par un 0-0. La première victoire a lieu la semaine suivante, toujours à l'extérieur, mais cette fois face à Orléans. La fin de saison est toujours autant compliquée et, à la veille de la dernière journée, le VAFC ne compte que 2 points d’avance sur le premier relégable. À la mi-temps de cet ultime match, le club était mené par le GFC Ajaccio alors que ses deux concurrents directs menaient au score, signifiant ainsi que VA était dans la zone rouge. Finalement, le VAFC parvient à retourner la situation pour gagner son match et ainsi se maintenir en Ligue 2.

#### Stagnation dans le ventre mou sous la présidence Zdziech
La saison 2015-2016 est marquée par un rajeunissement de l'effectif avec un groupe composé pour moitié de joueurs provenant de la CFA 2 du club. Le début d'exercice est réussi grâce à de belles performances à l'extérieur notamment une victoire sur la pelouse du Red Star (1-5) mais l'incapacité du VAFC à gagner à domicile rapproche le club de la zone rouge lors de la fin de la phase aller (17e). En raison du manque de résultats et en l'absence de diplôme d'entraîneur professionnel, David Le Frapper est écarté de la tête de l'équipe première le 28 décembre 2015 pour travailler à nouveau au centre de formation. Après un intérim de trois matchs assuré par son adjoint Nicolas Rabuel, le technicien bosnien Faruk Hadžibegić est nommé entraîneur pour deux saisons le 15 janvier 2016. Après quatre matchs sans victoire, il remporte son premier succès sur le terrain du RC Lens (0-1). Cela faisait 26 ans que Valenciennes ne s'était plus adjugé le derby face à Lens et 35 ans que le club ne s'était plus imposé au Stade Bollaert. Le maintien est assuré lors de la 37e journée lors d'une victoire sur la pelouse du Paris FC (1-4). Cette victoire est symptomatique de la saison du VAFC qui a réalisé un excellent parcours à l'extérieur alors qu'il n'a remporté que 3 succès à domicile. Le club termine à la 12e place. La saison suivante est tout aussi moyenne et le club termine à une modeste 14e place.
Toujours en proie à des difficultés financières, le VAFC voit l'arrivée de Patrick Partouche en qualité d'actionnaire minoritaire durant l'été 2017. Il investit près de 1,5 million d'euros avant le passage du club devant la DNCG. Le mercato estival est marqué par un renouvellement de l'effectif. Valenciennes voit les départs de ses deux meilleurs buteurs de l'exercice précédent Nuno Da Costa et Saliou Ciss ainsi que les espoirs Angelo Fulgini et Moussa Niakhaté. Pour les remplacer, le club mise sur deux révélations du dernier championnat National Medhy Guezoui et Tony Mauricio, il recrute également les expérimentés Johann Ramaré et Thiago Xavier. Le 25 septembre 2017, après neuf journées de championnat et deux défaites d'affilée, le Président Zdziech informe Faruk Hadžibegić de son intention de se séparer de lui. Toutefois, faute d'accord sur le licenciement, il conduit l'entraînement suivant dans lequel certains supporters lui apportent leur soutien. Le soir même, le club fait un communiqué annonçant la suspension de l'entraîneur ainsi que l'ouverture d'une procédure disciplinaire pour des « faits graves ». Après un intérim victorieux de deux matchs de Nicolas Rabuel, Réginald Ray devient le nouvel entraîneur le 14 octobre 2017. Le changement d'entraîneur n'a pas l'effet escompté, les résultats ne s'améliorent pas et VA termine la saison à la 13e place.
En septembre 2018, Eddy Zdziech émet pour la première fois l'hypothèse de la vente du VAFC si un projet permettant au club de retrouver la Ligue 1 se présente. Très décrié par les supporters et sous la pression de Patrick Partouche, candidat déclaré au rachat du club, Zdziech rencontre les joueurs pour leur annoncer qu'il est prêt à vendre. Partouche transmet une offre officielle de rachat en novembre mais elle n'est pas acceptée par Zdziech. Le 11 décembre, la société suisse III Sport Invest « confirme être en phase active d'acquisition du Valenciennes Football Club » et l'ancien ministre Éric Besson annonce qu'il sera le prochain Président du club si la transaction se fait. Finalement, la vente du club n'a pas lieu faute d'accord avant la fin du contrat d'exclusivité fixé au 31 janvier 2019. Sur les terrains, VA termine une nouvelle fois en seconde partie de tableau à la 13e place.
Lors de la saison 2019-2020, le club se prépare à un nouveau départ avec la fin de contrat de Réginald Ray remplacé par l'ancien coach grenoblois Olivier Guégan. Le club connaît un chamboulement dans son effectif avec le départ de son quatuor offensif composé de Raspentino, Roudet, Mauricio et Robail et les arrivées du natif de Denain Teddy Chevalier, de Maxime Spano-Rahou et du nouveau gardien de but Jérôme Prior. Guégan permet au VAFC de trouver une stabilité défensive en encaissant que 11 buts à la trêve hivernale, la meilleure défense du championnat de Ligue 2, et de pointer à une place de barragiste à mi-saison. Cette saison est marquée par la pandémie de Covid-19 qui entraîne l'arrêt du championnat après 28 journées. Le VAFC termine alors 7e soit le meilleur classement depuis le retour en Ligue 2. Le club ne parvient à poursuivre son redressement la saison suivante et retrouve le milieu de classement (11e) à l'issue de l'exercice 2020-21. Le 4 novembre 2021, alors que le VAFC pointe à la 16e place, Zdziech décide de mettre un terme au contrat de Guégan. Christophe Delmotte assure l'intérim avant d'être confirmé au poste d'entraîneur.
Après avoir obtenu le maintien, Delmotte décide de ne pas poursuivre l'aventure à la tête de l'équipe première la saison suivante. Il est remplacé par l'entraîneur de la réserve Nicolas Rabuel. Ce dernier avait déjà entraîné l'équipe A lors d'intérims en janvier 2016 et en septembre 2017. L'été 2022 est une nouvelle fois mouvementé sur le plan des transferts avec huit joueurs en fin de contrat, deux joueurs cadres en fin de prêt et six autres départs. Si le début de saison 2022-2023 est très satisfaisant avec une 5e place mi-octobre, les mauvais résultats font leur retour par la suite. Après une seule victoire en dix-huit matchs et une place de premier non relégable, Rabuel est démis de ses fonctions le 13 avril 2023 et est remplacé par Ahmed Kantari.

### Rachat par Sport Republic (2023-)
Après un maintien acquis de manière in extremis à la dernière journée de championnat, des rumeurs de vente du club refont surface. Le 16 juin 2023, la direction publie un communiqué annonçant « l’entrée en négociations exclusives des actionnaires majoritaires du club avec Sport Republic, société d'investissement dans le sport, basée à Londres et actionnaire majoritaire du club de football anglais Southampton FC et du club de football turc Göztepe SK, en vue d'investir dans le développement économique et sportif du club ». Le 13 juillet 2023, à la suite de deux assemblées générales, la vente du club est actée. Pour incarner leur projet, les nouveaux dirigeants nomment Jorge Maciel entraîneur de l'équipe première. Ancien adjoint au LOSC Lille, il s'agit de sa première expérience comme coach principal.
Le projet tourne vite au vinaigre, puisque le club est bon dernier de Ligue 2 et relégué en National bien avant la fin de saison. En revanche, le club Nordiste parvient à se qualifier pour la première fois en demi-finale de la Coupe de France depuis 1970, grâce à un parcours contre des clubs amateurs, avant d'être battu 3-0 par l’Olympique lyonnais.
La fin de saison révèle de graves problèmes en interne. Il apparaît que la saison 2023-2024 de Valenciennes aura été émaillée par d'importants problèmes de fonctionnement. Pour commencer, le choix de Jorge Maciel comme entraîneur se fait tardivement. Le retour à l'entraînement se fait sans lui, alors que la nouvelle direction n'a pas encore annoncé un rachat qui ne s'officialisera que le 25 juillet 2023. De même, le staff du VAFC s'installe dans une atmosphère de tension entre des anciens joueurs qui auront réussi la saison précédente à maintenir le club, et de nouveaux membres arrivés avec la certitude de faire progresser le club vers un plus haut niveau de professionnalisme.

## Identité du club

### Logos
Le 1er juin 2008, Valenciennes se dote d’un nouveau logo. Le cygne est devenu le symbole de la ville de Valenciennes. On le trouve sur le fronton de la gare de Valenciennes ou encore sur le fronton du musée des Beaux-Arts de Valenciennes. Il est représenté sur le maillot du Valenciennes FC. Le cygne présent sur le logo de la ville et du club fait référence à la première citation de la ville de Valenciennes dans les livres d'histoire, dans un document relatant une sentence rendue en l’an 693 par Clovis II, roi des Francs. Le lieu-dit signifiait « la vallée des cygnes » qui au fil du temps est devenu « Val en cygnes » puis « Valenciennes ».[réf. nécessaire]

De 1913 à 1976
de 1976 à 1989
de 1989 à 1991
de 1992 à 1996
de 1996 à 2006
de 2006 à 2008
depuis 2008

### Couleurs
Le club hennuyer arbore, à domicile, un maillot rouge, et ce depuis la création du club[réf. nécessaire]. Le short et les chaussettes sont blancs.
En 1950, la tenue est modifiée avec l'apparition d'un col de couleur blanc, ainsi que l'apparition du fameux scapulaire. En 1968, la tenue est modifiée avec l'apparition du logo du Coq Sportif, premier équipementier du club. En 1975, avec l'arrivée d'Adidas, trois rayures blanches sont présentes sur les côtés du maillot et du short. Le short sera rouge jusqu'en 1980.
En 1979, les manches du maillot deviennent blanches. En 1981, le maillot devient rouge à rayures fines blanches verticales.
De 1984 à 1987, le maillot devient rouge à grosse rayures blanches horizontales sur le torse. En 1987, c'est le retour du scapulaire qui avait disparu depuis 1965.
En 1988, VA revient au maillot rouge avec deux bandes blanches sur les manches. C'est le retour du short rouge. En 1991, retour du short blanc pour une seule saison. Il reviendra de 1996 à 1998 puis de 1999 à 2005.
En 2005, le maillot est traditionnellement rouge avec une grande bande horizontale. Le maillot extérieur est noir et jaune, couleurs du Hainaut.
En 2006-2007, le maillot est rouge. Le maillot extérieur est blanc alors que le troisième maillot est bleu ciel au lieu d'être bleu roi. À la fin de l'année, Francis Decourrière avouera que c'était une erreur d'Airness.
En 2007-2008, VA change d'équipementier et passe d'Airness à Diadora. Le motif est le même pour les trois maillots, à savoir deux rangées de plusieurs rayures concaves. Si le maillot domicile est tout naturellement rouge, le deuxième est noir à rayures jaunes, rappelant les couleurs maillot third de la saison 2005-2006, et le troisième maillot cette année-là est jaune fluorescent, couleur à la mode adoptée par des grands clubs comme Chelsea ou le FC Barcelone, avec des rayures noires.
En 2008-2009, c'est le grand retour du scapulaire après 21 ans d'absence. Le maillot extérieur est blanc à scapulaire rouge, tandis que le troisième maillot est bleu roi à scapulaire jaune, couleurs de la Communauté d'agglomération de Valenciennes Métropole.
Avec l'arrivée de l'équipementier Nike en 2009, VA arbore un maillot domicile ressemblant assez à celui d'Arsenal, à savoir rouge avec les manches blanches. C'est aussi le retour du short blanc et des chaussettes blanches. L'année suivante, l'équipement domicile redevient entièrement rouge tandis que les maillots extérieur et third sont respectivement blanc et noir.
Le scapulaire fait son retour en 2011 avec l'entrée dans le nouveau stade et l'arrivée d'un nouvel équipementier, Uhlsport. Le maillot extérieur est toujours blanc mais arbore de fins motifs évoquant le stade du Hainaut. Le troisième maillot est noir avec un scapulaire rouge. Le scapulaire perdure, plus ou moins stylisé jusqu'à la saison 2014-2015. En 2015-2016, il disparaît à nouveau au profit d'un maillot domicile entièrement rouge, avec le logo du club en filigrane. Il réapparaîtra quand Acerbis deviendra équipementier du club (2018-2024) et avec Hummel (2024-) sous forme d’aile de cygne.

## Palmarès et records

### Palmarès
| Championnats nationaux | Coupes nationales |
| --- | --- |
| - Championnat de France D1 : - Meilleure performance : 3e en 1965 et 1966 - Championnat de France D2 (2) : - Champion : 1972 et 2006 - Vice-champion : 1935, 1937, 1962 et 1992 - Championnat de France D3 (1) : - Champion : 2005 - Championnat de France D4 (1) : - Champion : 1998 | - Coupe de France : - Finaliste : 1951 - Coupe de la Ligue : - Meilleure performance : 1/4 de finale 2008 et 2011 - Coupe Charles Drago : - Finaliste : 1959 |

### Distinctions et trophées divers
- Distinctions France Football[72] :
  - Club de Ligue 2 de l'année (1) : 1990
  - Politique de jeunes de l'année (2) : 1968, 1980
- Distinction LFP
  - Championnat de France des tribunes (1) : 1957
  - Meilleur buteur du championnat de France de Ligue 1 (1) : 1963 (Serge Masnaghetti)
  - Meilleur buteur du championnat de France de Ligue 2 (7) : 1955 (Petrus Van Rhijn), 1956 (Petrus Van Rhijn), 1962 (Serge Masnaghetti), 1972 (Yegba Maya Joseph), 1974 (Erwin Wilczek), 1983 (Włodzimierz Lubański), 2006 (Steve Savidan)
  - Meilleur buteur du championnat de France de National (2) : 2001 (Hocine Lachaab), 2005 (Steve Savidan)
  - Meilleur buteur du championnat de Division 4/CFA (1) : 1998 (Michel Sanchez)
- Trophée UNFP
  - Meilleur entraîneur de Ligue 2 (1) : 2006 (Antoine Kombouaré)
  - Meilleur Mascotte de Ligue 1 (1) : 2013 (Valencygne)

### Bilan sportif
Ce chapitre récapitule les matchs disputés par le Valenciennes FC dans les différentes compétitions, et les records s’y rapportant, à l’issue de la saison 2021-2022.
| Championnat         | Saisons | Titres | J    | G   | N   | P   | Bp   | Bc   | Diff |
| ------------------- | ------- | ------ | ---- | --- | --- | --- | ---- | ---- | ---- |
| Ligue 1 (1936-2014) | 33      |        | 1214 | 375 | 338 | 501 | 1460 | 1773 | -313 |

## Personnalités du club

### Historique des présidents
| Rang | Nom                  | Période   |
| ---- | -------------------- | --------- |
| 1    | Copin                | ? -1925   |
| 2    | Albéric Colson       | 1925-1928 |
| 3    | Fernand Le Mithouard | 1928-1936 |
| 4    | Étienne Turbot       | 1936-1939 |
| 5    | Trinquet             | 1939-1946 |
| 6    | Gaston Desbarbieux   | 1946-1950 |
| 7    | André Dubois         | 1950-1954 |
| 8    | Jacques de Breyne    | 1954-1959 |
| 9    | Albert Lenclud       | 1959-1968 |
| 10   | Zaly Bacharzina      | 1968-1972 |

| Rang | Nom                    | Période   |
| ---- | ---------------------- | --------- |
| 11   | Jean-Pierre Henaut     | 1972-1973 |
| 12   | Henri-Arthur Pouille   | 1973-1980 |
| 13   | Joseph Goldman         | 1980-1983 |
| 14   | Jean-Marc Weisenburger | 1980-1983 |
| 15   | Alain Cleuet           | 1983-1985 |
| 16   | René Carpentier        | 1985-1986 |
| 17   | Jean-Louis Borloo      | 1986-1991 |
| 18   | Jean-Louis Deneuville  | 1991-1992 |
| 19   | Michel Coencas         | 1992-1993 |
| 20   | Daniel Rust            | 1994-1995 |

| Rang | Nom                  | Période   |
| ---- | -------------------- | --------- |
| 21   | Jean Claude Brienne  | 1996-1996 |
| 22   | Bernard Moreau       | 1996-2003 |
| 23   | Francis Decourrière  | 2004-2011 |
| 24   | Jean-Raymond Legrand | 2011-2014 |
| 25   | Jean-Louis Borloo    | 2014-2014 |
| 26   | Eddy Zdziech         | 2014-2023 |
| 27   | Henrik Kraft         | 2023-2025 |
| 28   | Dirk Gerkens         | 2025-     |

### Historique des entraîneurs
Le premier entraîneur du club est l'Anglais Charles Griffiths, venu en 1933 de l'Excelsior AC Roubaix. Henri Pérus, arrivé en 1950, est le premier et unique entraîneur à ce jour à avoir réussi à hisser le Valenciennes Football Club en finale de la Coupe de France, lors de l'édition 1951. Robert Domergue, arrivé en 1953 est quant à lui, le premier entraîneur valenciennois à avoir réussi à hisser le club sur le podium du championnat de France lors de la saison 1964-1965. Il réédite cet exploit, lors de la saison 1965-1966.
| Rang | Nom               | Période   |
| ---- | ----------------- | --------- |
| 1    | Charles Griffiths | 1933-1934 |
| 2    | Raymond Demey     | 1934-1935 |
| 3    | Charles Griffiths | 1935-1936 |
| 4    | Robert De Veen    | 1936-1936 |
| 5    | Pierre Fabian     | 1936-1938 |
| 6    | Charles Demeillez | 1938-1942 |
| 7    | Pierre Parmentier | 1944-1945 |
| 8    | Charles Demeillez | 1945-1946 |
| 9    | Arthur Plummer    | 1946-1947 |
| 10   | Pierre Parmentier | 1947-1948 |
| 11   | André Tison       | 1948-1950 |
| 12   | Henri Pérus       | 1950-1951 |
| 13   | Charles Demeillez | 1951-1952 |
| 14   | Carlos Verdeal    | 1952-1953 |
| 15   | Edmond Le Maître  | 1953-1953 |

| Rang | Nom                     | Période   |
| ---- | ----------------------- | --------- |
| 16   | Robert Domergue         | 1953-1966 |
| 17   | Gaby Robert             | 1966-1970 |
| 18   | Louis Provelli          | 1970-1970 |
| 19   | Robert Domergue         | 1970-1972 |
| 20   | Jean-Pierre Destrumelle | 1972-1979 |
| 21   | E.Wilczek / B.Tempowski | 1979-1982 |
| 22   | Erwin Wilczek           | 1982-1982 |
| 23   | Léon Desmenez           | 1982-1986 |
| 24   | Daniel Leclercq         | 1986-1987 |
| 25   | Victor Zvunka           | 1987-1988 |
| 26   | Georges Peyroche        | 1988-1991 |
| 27   | Francis Smerecki        | 1991-1992 |
| 28   | Boro Primorac           | 1992-1993 |
| 29   | Bruno Metsu             | 1993-1994 |
| 30   | Robert Dewilder         | 1994-1996 |

| Rang | Nom                      | Période         |
| ---- | ------------------------ | --------------- |
| 31   | Dominique Corroyer       | 1996-1996       |
| 32   | Ludovic Batelli          | 1996-2000       |
| 33   | Didier Ollé-Nicolle      | 2000-2003       |
| 34   | Daniel Leclercq          | 2003-2005       |
| 35   | Antoine Kombouaré        | 2005-2009       |
| 36   | Philippe Montanier       | 2009-2011       |
| 37   | Daniel Sanchez           | 2011-2013       |
| 38   | Ariel Jacobs             | 2013-2014       |
| 39   | Bernard Casoni           | 2014-2015       |
| 40   | David Le Frapper         | 2015-2016       |
| 41   | Nicolas Rabuel (intérim) | jan. 2016       |
| 42   | Faruk Hadžibegić         | 2016-2017       |
| 43   | Nicolas Rabuel (intérim) | sep.-oct. 2017  |
| 44   | Réginald Ray             | oct. 2017-2019  |
| 45   | Olivier Guégan           | 2019- nov. 2021 |

| Rang | Nom                         | Période             |
| ---- | --------------------------- | ------------------- |
| 46   | Christophe Delmotte         | nov. 2021-2022      |
| 47   | Nicolas Rabuel              | 2022- avril 2023    |
| 48   | Ahmed Kantari (intérim)     | avril 2023-2023     |
| 49   | Jorge Maciel                | 2023- déc. 2023     |
| 50   | Ahmed Kantari               | déc. 2023-nov. 2024 |
| 51   | Stéphane Mangione (intérim) | nov. 2024-déc. 2024 |
| 52   | Vincent Hognon              | déc. 2024-2025      |
| 53   | Stéphane Moulin             | 2025-               |

### Joueurs emblématiques

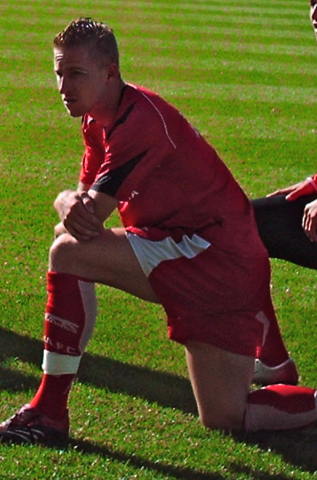
Rudy Mater, joueur le plus capé de l'histoire du VAFC

### Les internationaux
Voici la liste des onze joueurs valenciennois sélectionnés en équipe de France.
| CL    | Nom               | Poste     | Première sél.    | Dernière sél.    | Sélections à VA | Total sélections |
| 1     | Ignace Kowalczyk  | Attaquant | 10 novembre 1935 | 9 février 1936   | 2               | 5                |
| 2     | Édouard Waggi     | Attaquant | 10 novembre 1935 | -                | 1               | 1                |
| 3     | Bernard Chiarelli | Attaquant | 16 avril 1958    | -                | 1               | 1                |
| 4     | Édouard Stako     | Milieu    | 1er mars 1959    | -                | 1               | 3                |
| 5     | Jean-Claude Piumi | Milieu    | 5 mai 1962       | 3 juin 1967      | 4               | 4                |
| 6     | Joseph Bonnel     | Milieu    | 3 octobre 1962   | 3 juin 1967      | 24              | 25               |
| 7     | Serge Masnaghetti | Attaquant | 9 janvier 1963   | 25 décembre 1963 | 2               | 2                |
| 8     | Paul Sauvage      | Milieu    | 18 avril 1965    | -                | 1               | 6                |
| 9     | Louis Provelli    | Défenseur | 22 mars 1967     | -                | 1               | 1                |
| 10    | Jean-Claude Bras  | Attaquant | 12 février 1969  | 30 avril 1969    | 2               | 6                |
| 11    | Didier Six        | Attaquant | 27 mars 1976     | 23 avril 1977    | 7               | 52               |
| TOTAL | 11 internationaux |           |                  |                  | 46              | 106              |

## Effectif professionnel actuel
Le premier tableau liste l'effectif professionnel du Valenciennes FC pour la saison 2025-2026.

## Structures du club

### Stades
Le tout premier stade fut le stade Nungesser. Inauguré en 1930, il a été rénové en 2006 à l'occasion de l'accession en Ligue 1. Avec une capacité déclarée de 16 547 places, le taux de remplissage est, pour la saison 2007-2008, de 82,44 % en championnat, soit le cinquième meilleur taux du championnat.
Cette faible capacité limite les recettes de Valenciennes, ce qui conduit ses dirigeants à envisager la construction d'un nouveau stade d'une capacité de 25 172 places assises, toujours dans le quartier Nungesser, à environ à 500 mètres du stade actuel.
Le 6 mai 2008, les travaux du stade du Hainaut débutent et l'inauguration a lieu le 26 juillet 2011, en présence de Jean-Louis Borloo, contre le champion d'Allemagne le Borussia Dortmund.

### Centres d'entraînement et de formation
Le centre d'entraînement de Valenciennes est un ensemble ultramoderne de 8 hectares, installé au Mont-Houy, près du village de Famars. Il compte notamment une plaine de jeu engazonnée correspondant à la surface de deux terrains, d’un troisième terrain en herbe et de deux synthétiques de dernière génération.
Le centre, qui accueille l'entraînement de toutes les équipes du club et de nombreux matchs amicaux ou amateurs, se situe à proximité immédiate du principal campus de l'université de Valenciennes. Inauguré le 1er août 2008 pour un investissement de 8,5 millions d'euros, il a remplacé les équipements du quartier Nungesser devenus obsolètes.
Valenciennes dispose d'un centre de formation, également situé au Mont-Houy, constitué notamment d'un bâtiment de 450 m2 incluant une quarantaine de chambres destinées à l’accueil des pensionnaires.
Les joueurs qui y figurent attendent leur tour en équipe première. Cependant ces joueurs disposent d'un championnat de réserve (CFA), mais aussi d'une coupe (Coupe Gambardella) et d'un championnat U19. Le directeur du centre de formation à son démarrage est un ancien milieu de terrain du club, Gabriel Desmenez qui laissa sa place à Frédéric Zago, lui aussi un ancien, au début de la saison 2011-2012.

### Boutiques
Depuis 2017, une boutique est ouverte au 2 rue du Quesnoy dans le centre-ville de Valenciennes. En plus de cela, des boutiques sont ouvertes les soirs de matchs dans le stade du Hainaut.

## Aspects juridiques et économiques

### Aspects juridiques

#### Statut juridique et légal
Le Valenciennes Football Club se compose d'une association, titulaire du numéro d'affiliation de la FFF, et d'une société. L'Association VAFC gère l’école de foot jusqu'à la préformation, le centre de formation est quant à lui géré par la SASP . La Société VAFC a le statut de société anonyme sportive professionnelle (SASP) depuis 2004.

### Aspects économiques

#### Éléments comptables
Le tableau ci-dessous résume les différents budgets prévisionnels du club valenciennois saison après saison. Le budget prévisionnel du club pour la saison 2010-2011 est de 30 millions d'euros, ce qui correspond au dix-septième budget de Ligue 1.
| Saison | 2005-2006 | 2006-2007 | 2007-2008 | 2008-2009 | 2009-2010 | 2010-2011 | 2011-2012 | 2012-2013 | 2013-2014 | 2014-2015 | 2015-2016 |
| Budget | 7,5 M€    | 22,9 M€   | 26,4 M€   | 30 M€     | 30 M€     | 30 M€     | 30 M€     | 32 M€     | 32 M€     | 13,5 M€   | 11 M€     |
| Saison | 2016-2017 | 2017-2018 | 2018-2019 | 2019-2020 | 2020-2021 | 2021-2022 | 2022-2023 | 2023-2024 | 2024-2025 |           |           |
| Budget | 10,5 M€   | 10 M€     | 9,5 M€    | 9,5 M€    | 10,5 M€   | 11,5 M€   | 10 M€     | 15 M€     | 14 M€     |           |           |

#### Résultat net
Le tableau suivant présente un extrait du compte de résultat du Valenciennes Football Club depuis la saison 2006-2007.
Les droits audiovisuels, qui varient selon le nombre de diffusions de matchs du club ainsi qu'en fonction de son classement final, ainsi que le sponsoring tiennent une part importante dans le budget valenciennois.
| Saison    | Championnat | Produits | Produits | Produits | Produits | Produits | Produits | Charges | Charges | Rés. expl. | Mutation | Rés. net |
| Saison    | Championnat | Matchs   | Spons.   | Subv.    | TV       | Merch.   | Total    | Rémun.  | Total   | Rés. expl. | Mutation | Rés. net |
| --------- | ----------- | -------- | -------- | -------- | -------- | -------- | -------- | ------- | ------- | ---------- | -------- | -------- |
| 2006-2007 | Ligue 1     | 3,0      | 4,3      | 0,9      | 15,9     | 0,4      | 25,1     | 11,3    | 22,9    | 2,2        | 0        | 0,9      |
| 2007-2008 | Ligue 1     | 3,0      | 6,1      | 0,7      | 18,2     | 0,7      | 29,4     | 14,7    | 28,7    | 0,7        | 0,8      | 1,2      |
| 2008-2009 | Ligue 1     | 2,8      | 6,7      | nc       | 17,9     | nc       | 29,0     | 23,6    | 38,6    | -9,5       | 7,9      | 0,6      |
| 2009-2010 | Ligue 1     | 2,5      | 5,6      | nc       | 19,5     | nc       | 28,9     | 28,4    | 42,9    | -13        | 0,9      | -10,9    |
| 2010-2011 | Ligue 1     | 2,4      | 6,1      | nc       | 18,8     | nc       | 28,8     | 25,8    | 38,8    | -9,9       | 6,1      | -2,8     |
| 2011-2012 | Ligue 1     | 4,0      | 7,0      | nc       | 20,2     | nc       | 33,3     | 25,0    | 40,2    | -6,8       | 3,5      | -4,3     |
| 2012-2013 | Ligue 1     | 3,1      | 6,1      | nc       | 19,9     | nc       | 30,8     | 23,3    | 37,2    | -6,4       | 6,0      | 0,9      |
| 2013-2014 | Ligue 1     | 2,5      | 5,1      | nc       | 15,7     | nc       | 24,8     | 20,3    | 32,8    | -8,0       | 0,5      | -7,3     |
| 2014-2015 | Ligue 2     | 0,7      | 2,5      | nc       | 6,5      | nc       | 12,7     | 9,2     | 16,3    | -3,7       | 1,4      | 3,8      |
| 2015-2016 | Ligue 2     | 0,7      | 2,7      | nc       | 5,5      | nc       | 10,3     | 7,6     | 13,0    | -2,8       | 4,5      | 1,0      |

Légende : Matchs = recettes matchs avec billetterie, Spons. = sponsors et publicités, Subv. = subventions des collectivités, TV = droits audiovisuels, Merch. = merchandising, Rémun. = rémunérations du personnel, Rés. expl. = résultat d'exploitation, Mutation = résultat exceptionnel (indemnités de mutation), Rés. net = résultat net.

## Soutien et image

### Supporters
Les supporters du Valenciennes FC sont prépondérants dans la vie du club depuis près d'un siècle. Ils sont même élus « Champion de France des supporters » en 1957 pour leur soutien inconditionnel du début à la fin des matchs. La vague Ultra en provenance d'Italie déferle sur la France au milieu des années 1980. Le premier groupe Ultra de Valenciennes voit le jour en 1992, c'est la naissance des Red'n'white dragons 1992. La chute de VA à la suite de l'affaire VA-OM en 1993 va marquer une page noire dans l'histoire du club puisque le Stade Nungesser se vide de ses supporters avec les relégations successives du club. Cependant, quelque 4 000 supporters se massent encore dans l'enceinte pour voir évoluer VA en CFA face à des équipes comme le Red Star 93 ou le FC Rouen. Au début des années 2000, VA a pour objectif de renouer avec le professionnalisme. Les bons résultats permettent de voir l'éclosion de nouveaux groupes de supporters tels que les Ultras Roisters, Génération Rouge et Blanc, Red Devils, Scheldt Fans, ou encore Mentalita Valentiana. La remontée dans l'élite permet une meilleure visibilité du club, non seulement en France mais également dans le monde, au point qu'en 2008, une section de supporters voit le jour à Athènes (Grèce). En 2016 un nouveau groupe de supporters appelé "Les exilés de VA" voit le jour à Paris. Il s'agit d'un groupe qui fait les déplacements depuis Paris en passant par Beauvais et Amiens pour se rendre au stade du Hainaut lors des matchs à domicile de VA. L'ambiance valenciennoise est reconnue partout en France puisque les supporters valenciennois terminent chaque année dans le top 10 du Championnat de France des tribunes, en attendant de faire mieux dans le Stade du Hainaut.
Le club compte parmi ses supporters célèbres l'homme politique Jean-Louis Borloo, l'ancien coureur cycliste Jean Stablinski Jean-Marie Leblanc Miss France Rachel Legrain-Trapani ou encore la journaliste et animatrice de TF1 Hélène Mannarino 

### Rivalités
- Si vous ne connaissez pas le sujet, laissez ce bandeau (vous pouvez alors contacter les auteurs).
- Si vous supprimez le contenu mis en cause (vous pouvez préalablement contacter les auteurs),

argumentez précisément cette suppression dans la page de discussion
(un manque de référence n'est pas un argument ; une recherche réelle de référence doit avoir été effectuée, être formellement documentée).

#### Rivalités régionales

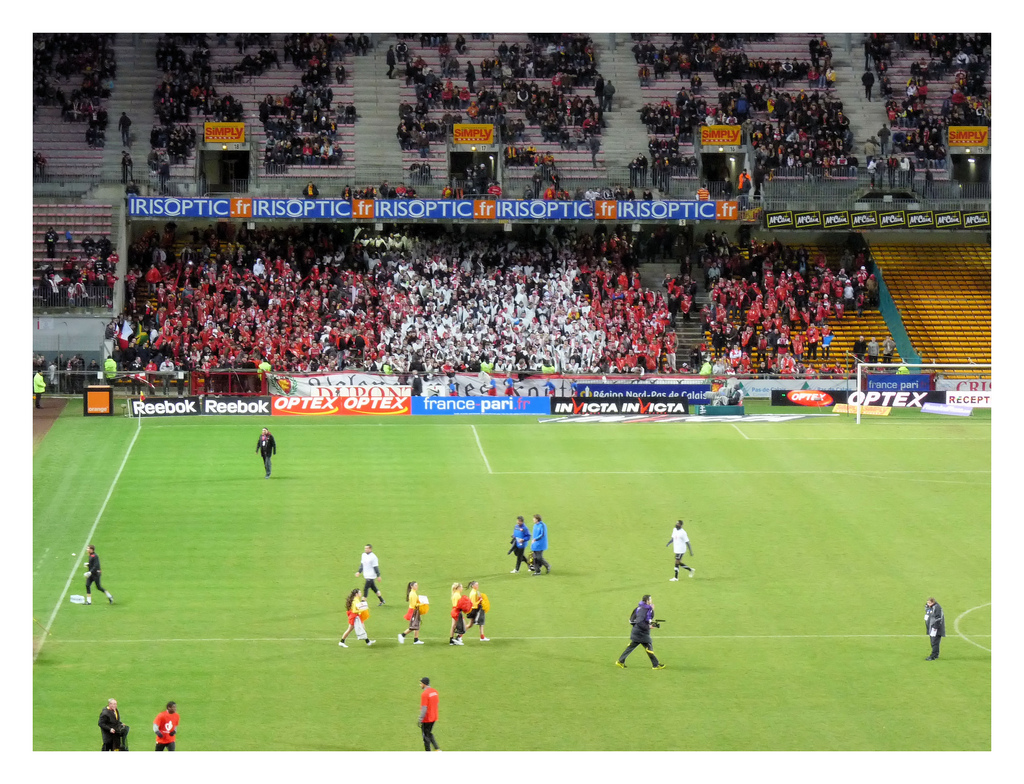
Le parcage valenciennois au stade Bollaert.

Les principaux rivaux de Valenciennes sont ses plus proches voisins, le Lille OSC et le RC Lens. Cependant, la rivalité avec Lens est plutôt récente. Les relations étaient même particulièrement amicales durant plusieurs décennies. De nombreux supporters de Lens rejoignaient le Stade Nungesser pour encourager VA et de nombreux supporters de VA faisaient le chemin inverse pour encourager Lens, notamment lors de matchs contre le rival commun, le LOSC.
La saison 2014-2015 marque un tournant dans les relations entre les deux clubs. En effet, lors de la rénovation du Stade Bollaert, le RC Lens est à la recherche d'un stade. Gervais Martel pense alors au Stade du Hainaut l'antre du VAFC pour effectuer les matchs à domicile de Lens. Le maire de Valenciennes accepte d'accueillir le Racing au Hainaut mais le club Valenciennois et les supporters refusent catégoriquement de céder leur stade alors que le VAFC frôle de justesse le dépôt de bilan et une relégation en CFA2. Lens se contentera finalement du Stade de la licorne, stade de l'Amiens SC, et seront relégués à l'issue de cette saison hors de l'Artois.
Le refus de la location du Stade du Hainaut au RC Lens n'est pas la seule cause du différend entre les deux clubs du bassin minier. En effet, pour de nombreux supporters du VAFC, leur club souffre d'un déficit de couverture médiatique au profit du voisin artésien, que ce soit dans la presse écrite ou dans les radios locales. De plus, le renouvellement des supporters des deux clubs entraîne souvent une méconnaissance des relations passées et, plus généralement, un changement d'ambiance en tribunes. Enfin, les supporters valenciennois reprochent aux ultras lensois leur mauvais comportement systématique lors de leurs déplacements au stade du Hainaut : jet de sièges, bagarres, provocations, vandalisme…
Les rencontres avec d'autres clubs nordistes ne manquent pas : les matchs opposant Valenciennes à Boulogne, Dunkerque ou Wasquehal ou Calais sont également des derbys, même si la rivalité n'y est pas aussi intense qu'avec Lille et Lens.

#### Rivalités nationales
Au début des années 1990, un autre rival voit le jour, dans le championnat de France, pour Valenciennes : l'Olympique de Marseille. Les oppositions qui ont eu lieu en Ligue 1 de 2006 à 2014, puis en 2018 en Coupe de France, ont laissé place à des confrontations bouillantes sur le terrain comme dans les tribunes, au point que Canal+ en a fait parfois son « Grand Match » du dimanche soir (ce ne fut pas le cas en 2012).
L'engouement autour de cette affiche s'explique par la triste affaire VA-OM qui a terni l'image des deux clubs au point que l'OM n'ait plus rien gagné pendant 17 ans et ait connu une relégation administrative en Ligue 2, et que VA ait été privé de football professionnel pendant plus d'une décennie.

## Autres équipes

### Équipe réserve

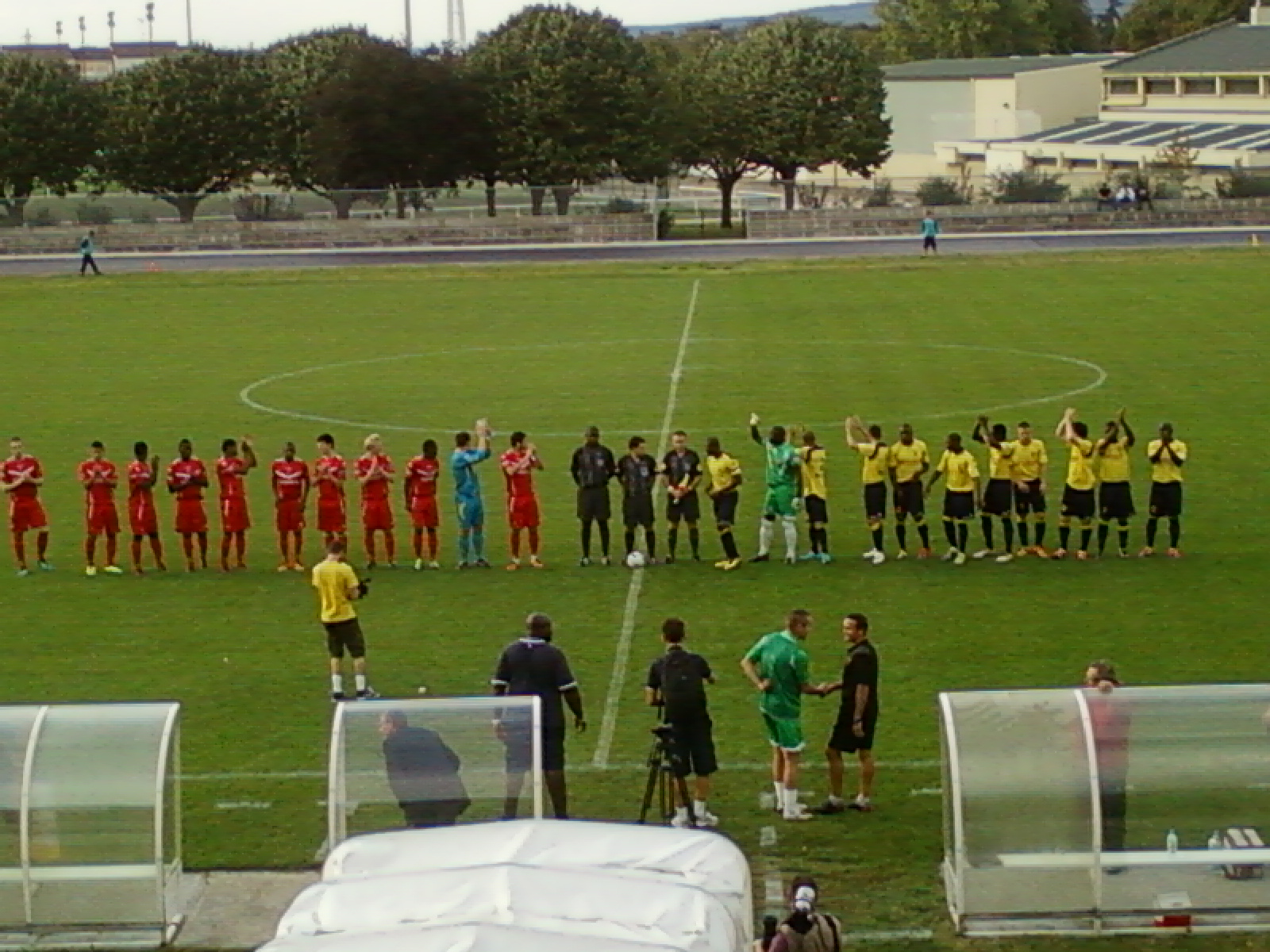
L'équipe réserve (en rouge) lors du match contre l'AS Poissy du 10 septembre 2011

Depuis la saison 2019-2020, l'équipe réserve de VA évolue en National 3 soit le 5e échelon du football français. Elle joue chez elle au Centre de Formation du Mont-Houy.

### Section féminine
Le VAFC décide de créer une section féminine en 2017. Des détections ont lieu les 24 et 31 mai 2017. Le groupe est composé d'une trentaine de joueuses dont certaines viennent de Saint-Amand ou d'Aulnoy-lez-Valenciennes. Comme la section masculine, elles s'entraînent au Mont-Houy. L'équipe première évolue en Régional 1 (3e division) ,.

### Section futsal
Le 24 mai 2017, le VAFC annonce la création d'une équipe de futsal, ce qui est une première pour un club professionnel. Plusieurs mois auparavant, le club avait lancé un appel aux clubs locaux afin d'effectuer une fusion pour la saison 2017-18. Deux clubs répondent favorablement à cette demande : celui du Faubourg de Lille et celui de Valenciennes Métropole. Le VAFC futsal évoluera en Division régionale (4e division) pour ses débuts. L'ambition est de rejoindre le niveau national. La fusion concerne également les féminines qui évolue en district.
Début 2023, l'ex-international Yannick Ansart devient entraîneur de la section futsal.

## Médias

### Magazine officiel
Lors de chaque journée de championnat à domicile, le club avait l'habitude de publier un mini-magazine officiel gratuit : Le Rouge & Blanc. Supprimé sous l'ère E. ZDZIECH, les fans ont la possibilité de s'abonner via le site officiel du club.

### TV
À l'instar d'autres clubs français et européens, le club de Valenciennes possède sa propre chaîne de télévision : VA-FC Web TV, qui diffuse à ses abonnés les résumés des matchs de la saison, et des matchs de préparation.